# St. Georg und Jakobus (Isny)

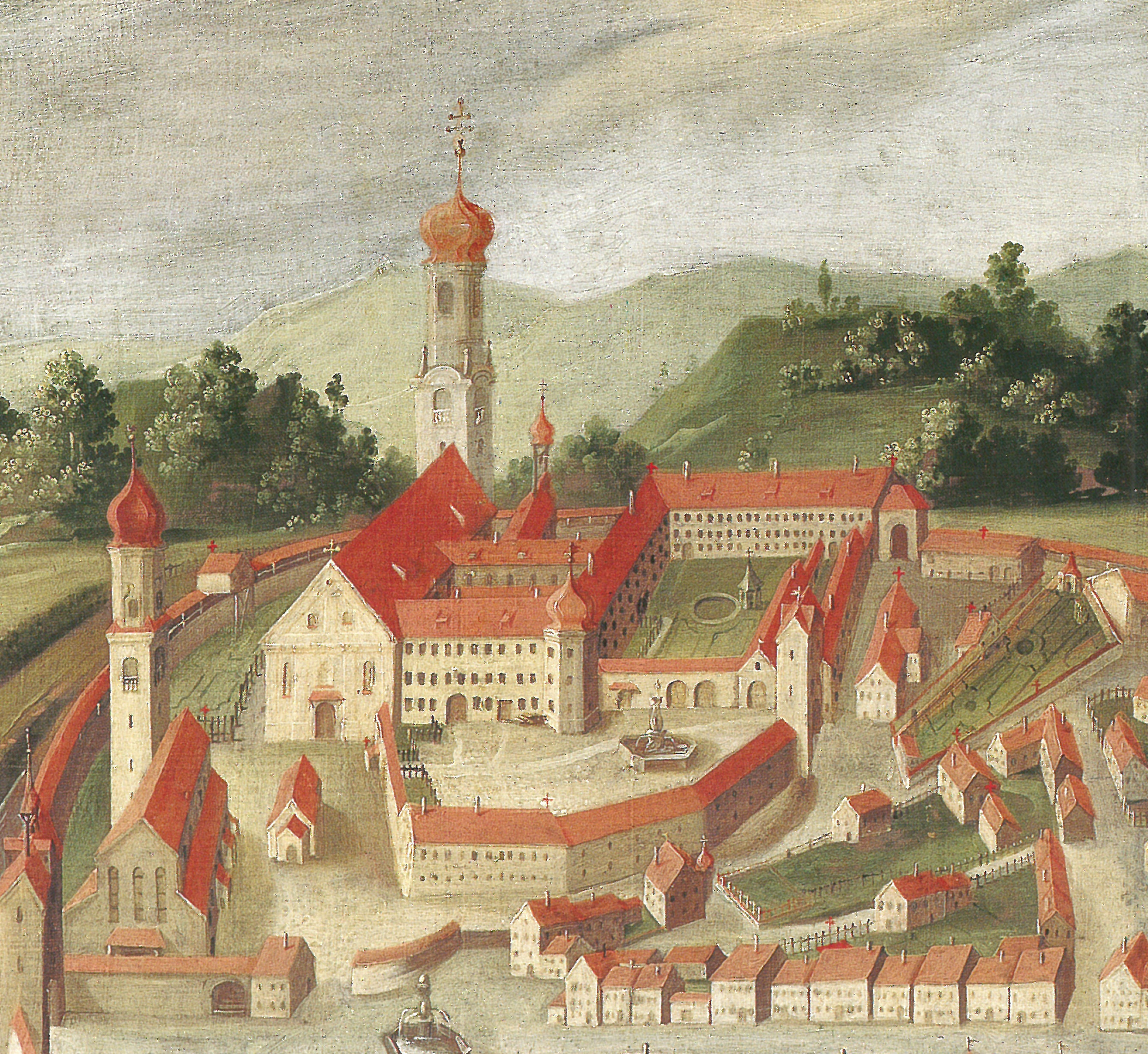
Das Kloster Isny im Jahr 1737.
St. Georg und Jakobus diente zu dieser Zeit noch als Klosterkirche

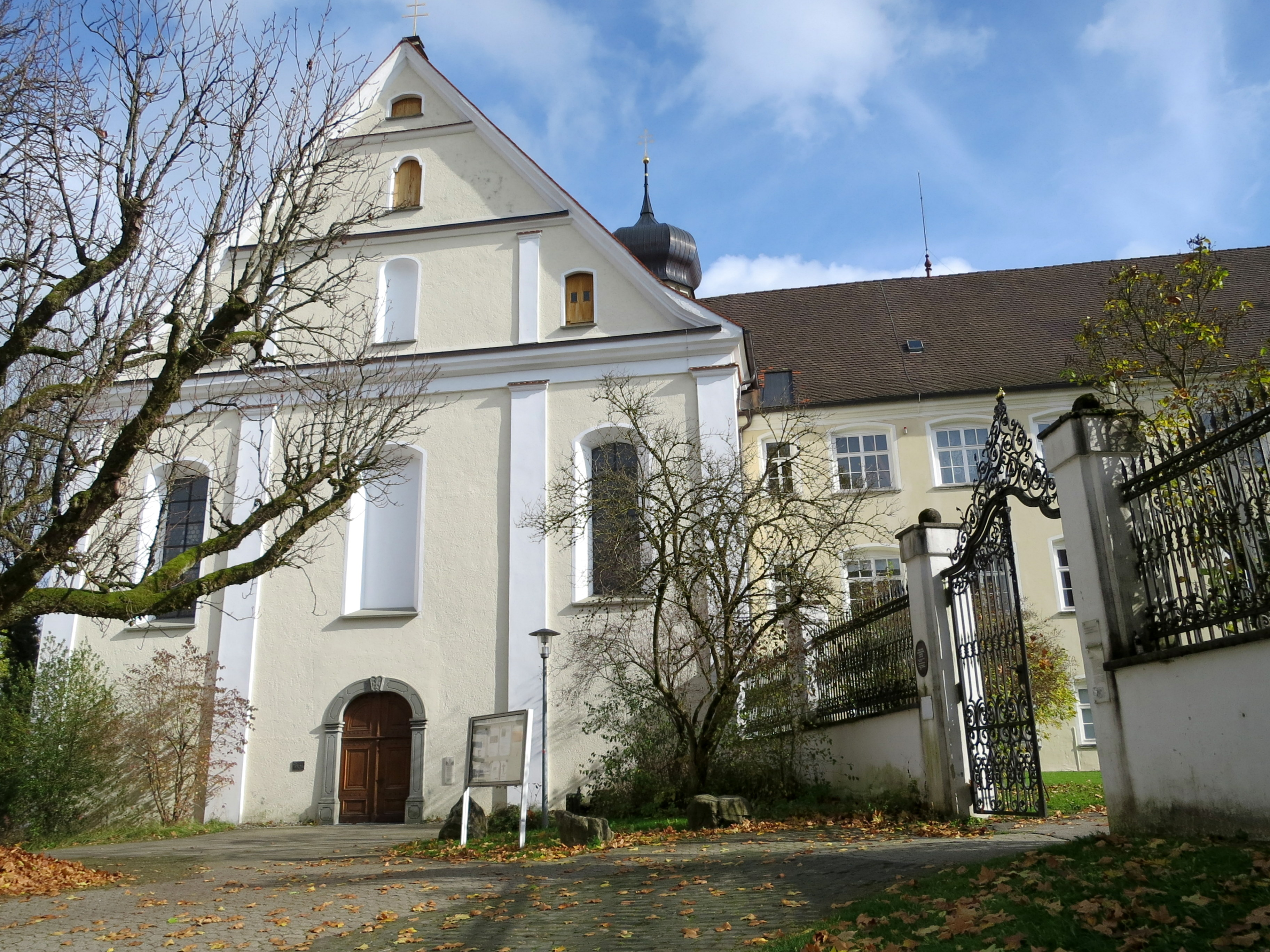
Westfassade von St. Georg und Jakobus

Die ehemalige Benediktinerklosterkirche St. Georg und Jakobus in der baden-württembergischen Stadt Isny im Allgäu im Landkreis Ravensburg ist seit 1803 nur noch eine katholische Pfarrkirche, da das Kloster St. Georg durch die Säkularisation aufgehoben und anschließend in ein Schloss umgewandelt wurde. Die heutige barocke Pfarrkirche (Kirchplatz 2) ist mit ihrer Rokoko-Innengestaltung ein denkmalgeschütztes Bauwerk gemäß § 28 Denkmalschutzgesetz von Baden-Württemberg.

## Geschichte
An der 1042 geweihten Kirche wurden um 1180 erste bauliche Veränderungen vorgenommen. 1269 zerstörte ein Feuer die hochromanische Kirche, 1284 fielen das Klostergebäude und die wiederaufgebaute Kirche dem verheerenden Stadtbrand zum Opfer. Großzügige Spenden ermöglichten den spätromanischen Kirchenneubau durch Bruder Heinrich von Brunow, die Weihe erfolgte 1288. Vieles spricht für eine gotische Basilika mit Holzdecke im Mittelschiff. Die beiden Kirchtürme lagen zu beiden Seiten des Chores an der Ostseite. Christoph Wohlgemut aus Überlingen wölbte 1513 den westlichen, zweigeschossigen Vorbau der Kirche ein. 1548 ließ Abt Ulrich Todt den Chor von Grund auf erneuern und erweitern. Bis 1617 wurden Hochaltar, weitere Seitenaltäre und der Chor renoviert. Unter Abt Wolfgang Schmid kam es bis 1630 zu umfassenden Baumaßnahmen (Kirche, Sakristei, Kapitelsaal, Abtswohnung etc.). 1631 brannte das Kloster im großen Stadtbrand erneut ab.
Kloster und Kirche konnten dank einer Erbschaft im barocken Stil wieder aufgebaut werden (1650–1666). Der Vorarlberger Baumeister Michael Beer errichtete in den Jahren 1656/57 den „Neuen Bau“ und setzte einen Teil des Konventbaus instand. 1660 kam es zum Vertrag mit den Meistern Giulio und Pietro Barbieri aus Graubünden über die Renovierung der Klostergebäude und den Neubau der Kirche. Am 24. August 1666 erfolgte die Weihe durch den Konstanzer Weihbischof Georg Sigismund Müller. Der hochbarocke Zwiebelturm wurde erst 1709 vollendet.
1757 beauftragte Abt Basilius Sinner den Freskanten Johann Michael Holzhey mit der Ausmalung der Stiftskirche. Johann Georg Gigl aus Wessobrunn wurde für die Stuckarbeiten unter Vertrag genommen, auch sein Stiefbruder Matthäus (II.) war beim Anbringen des einzigartigen Rokokostucks beteiligt. Der Wurzacher Bildhauer Johann Jakob Willibald Ruez arbeitete an Kanzel und Altären, die 1760 geweiht wurden. Das Hochaltarblatt malte Johannes Heiß von Memmingen. Die Nebenaltäre bergen kunstvoll in Rocaillerahmen eingefasste Reliquien.
Nach der Säkularisation von 1803 waren die Konventsgebäude mit der Kirche in den Besitz der gräflichen Familie derer von Quadt Wikradt übergegangen. 1868 schenkte die Besitzerfamilie, die die Klostergebäude als ihr Schloss nutzte, die Kirche der Stadt als katholische Pfarrkirche. Erst nach dem Zweiten Weltkrieg wurde die Kirche erstmals 1946/47 und erneut 1994–1996 renoviert. Der Bildhauer Helmut Ulrich aus Augsburg-Friedberg gestaltete zum Jubiläumsjahr 1996 einen zeitgemäßen Volksaltar und den dazugehörigen Ambo. 2010–12 wurden das Dach und der Turm saniert.

## Architektur

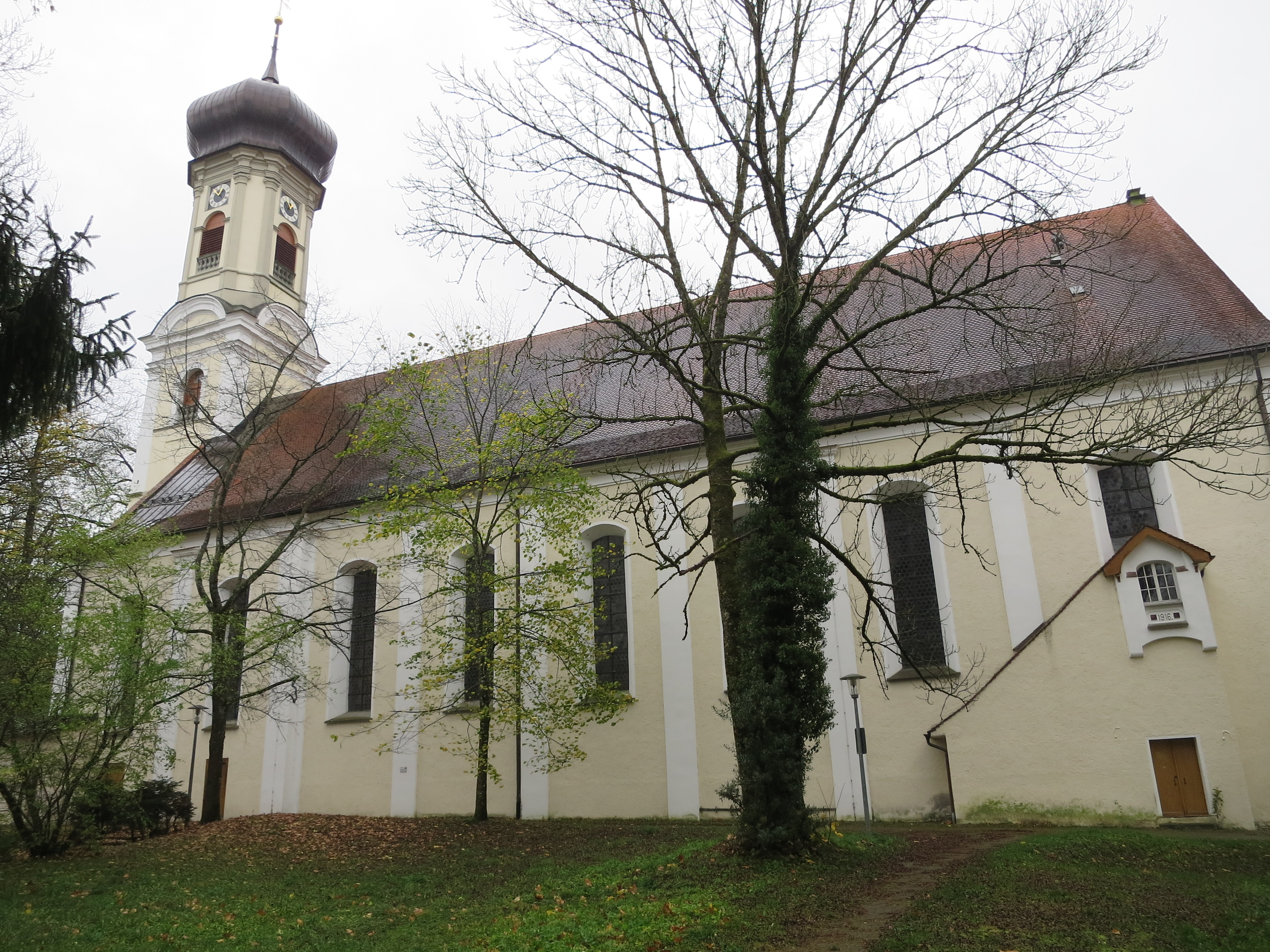
Langschiff

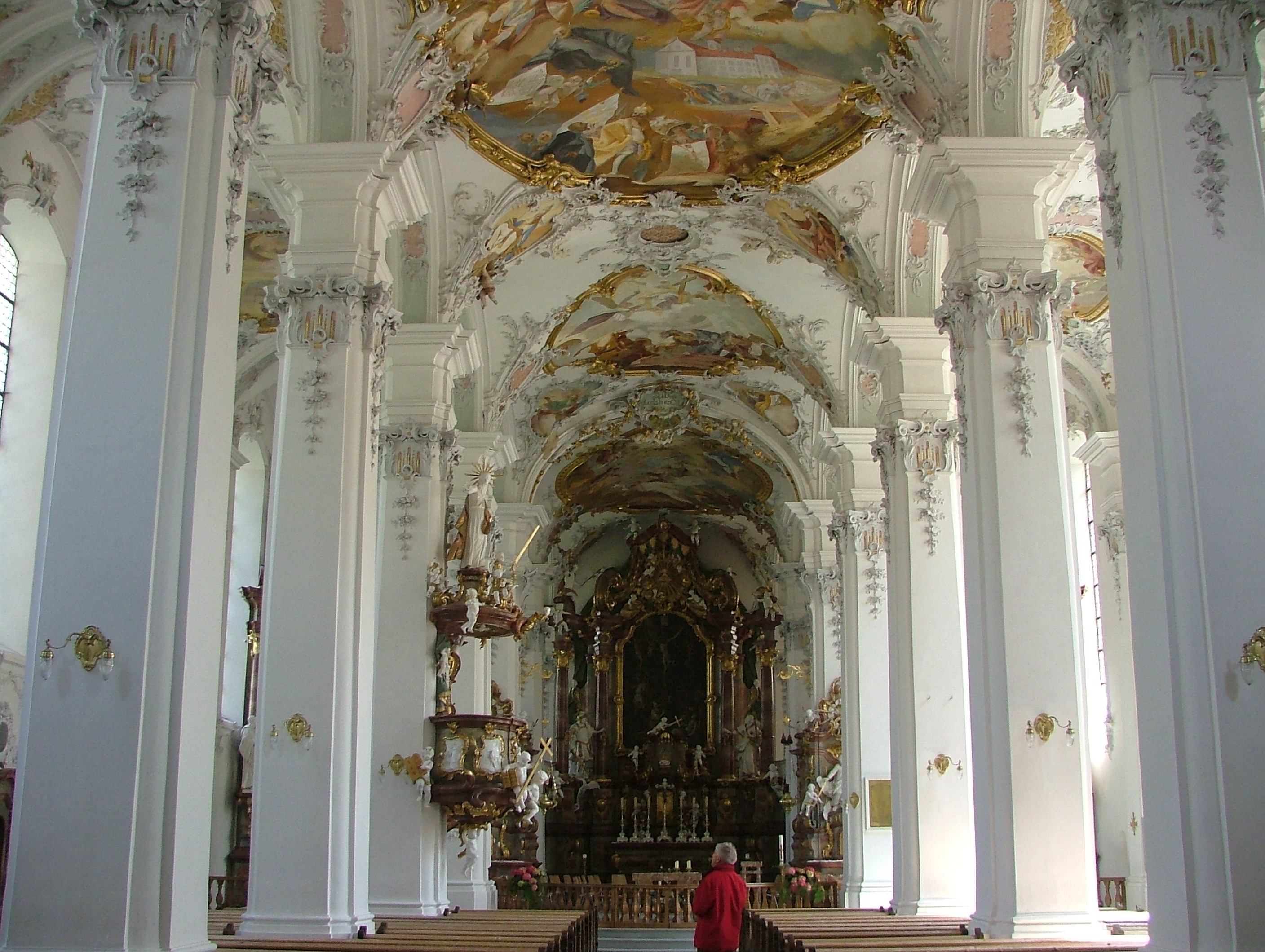
Rokoko-Innenraum

Die katholische Pfarrkirche St. Georg und Jakobus steht neben dem in ein Schloss umgewandelten Kloster im Nordosten des historischen Stadtkerns. Sie ist eine massiv gemauerte und verputzte, dreischiffige Hallenkirche, die als ehemalige Klosterkirche an die ehemaligen Klostergebäude angebaut ist. Nach oben schließt ein Satteldach die drei Dachgeschossebenen ab. Der Ostturm neben dem Chor schließt mit einer Zwiebelhaube ab.

### Äußeres
Die Fassaden der Kirche sind durch Pilaster und Gesimsbänder im Giebeldreieck gegliedert, ansonsten ist das Äußere ziemlich schmucklos.

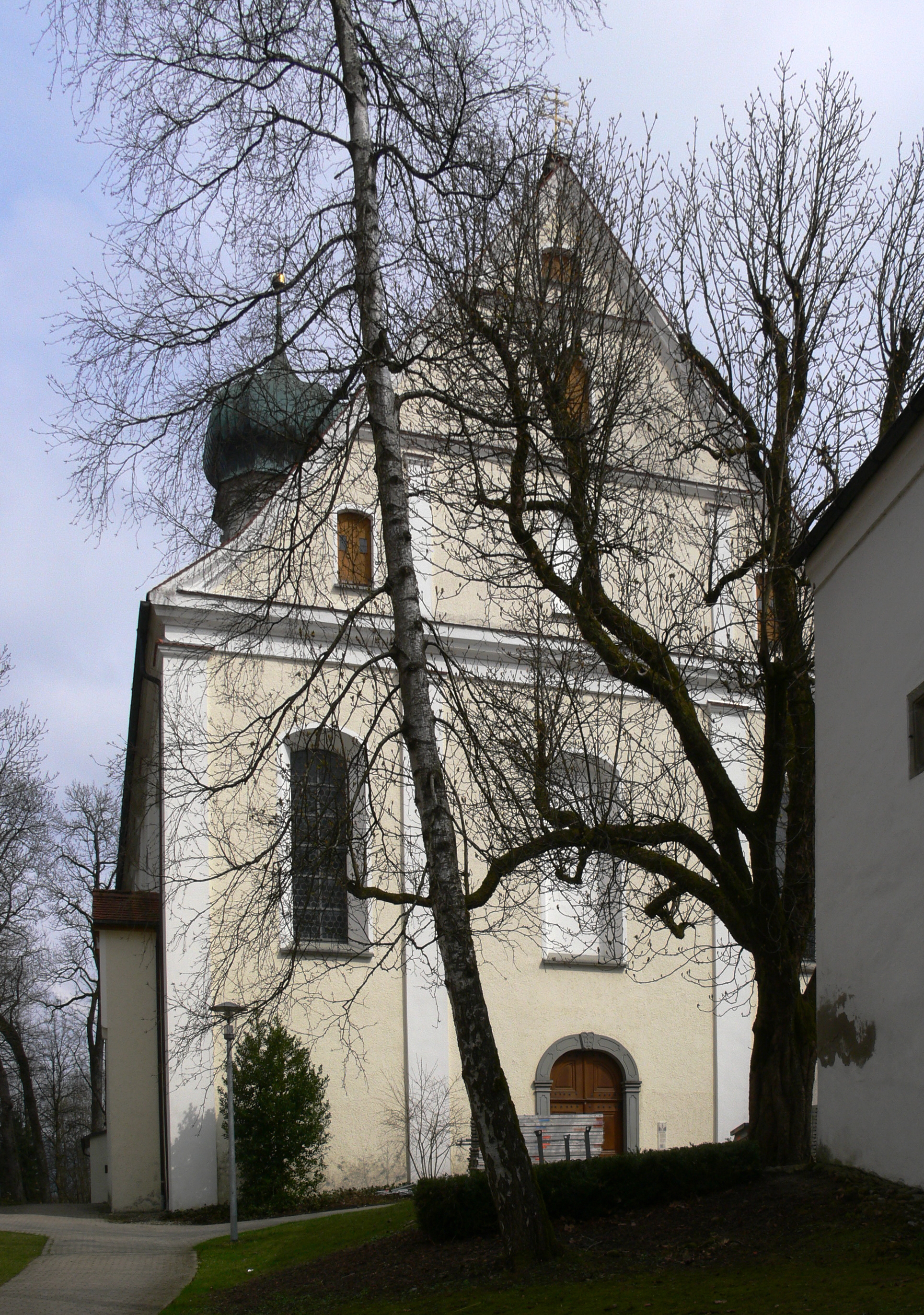
Westfassade
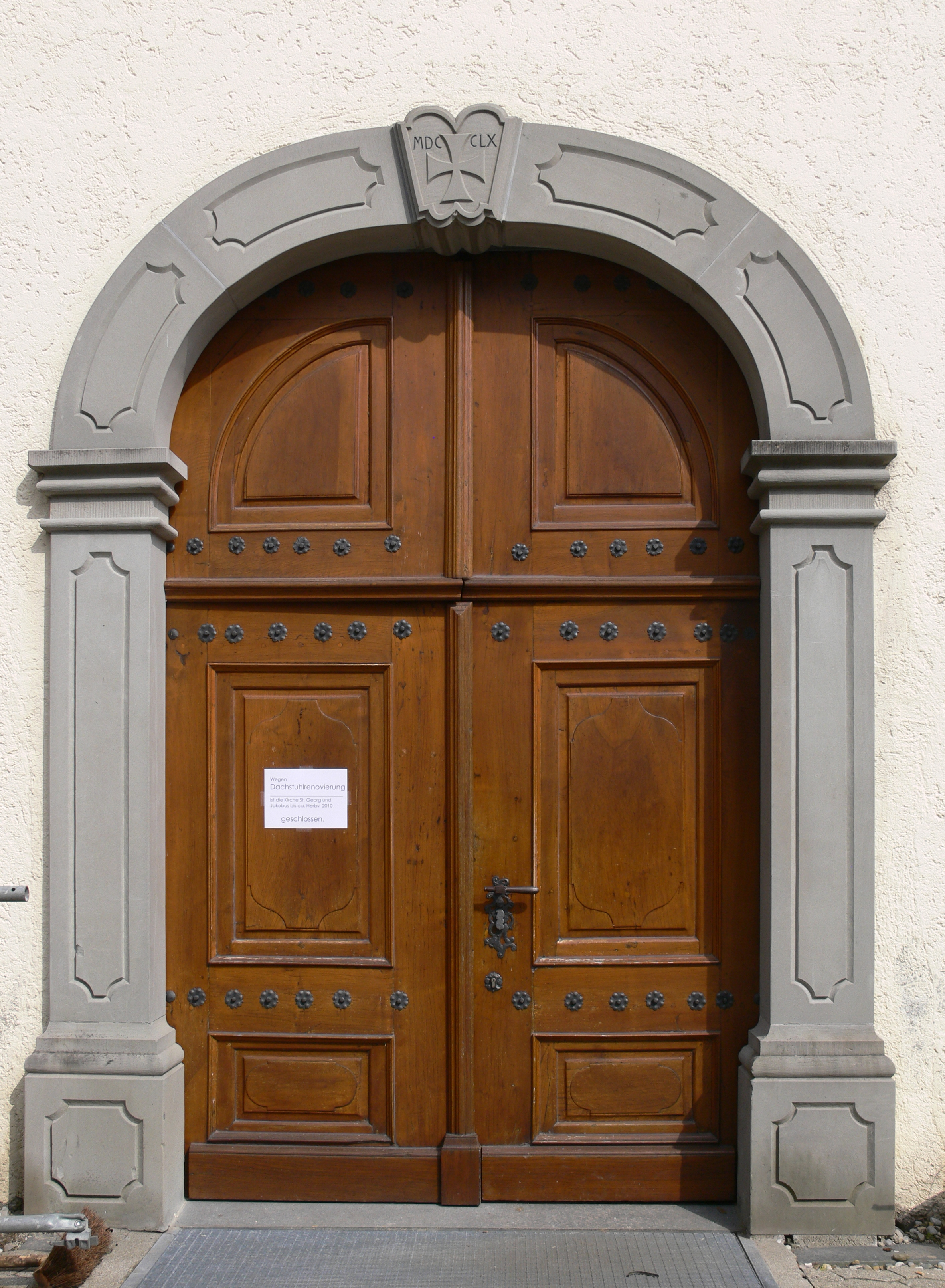
Portal
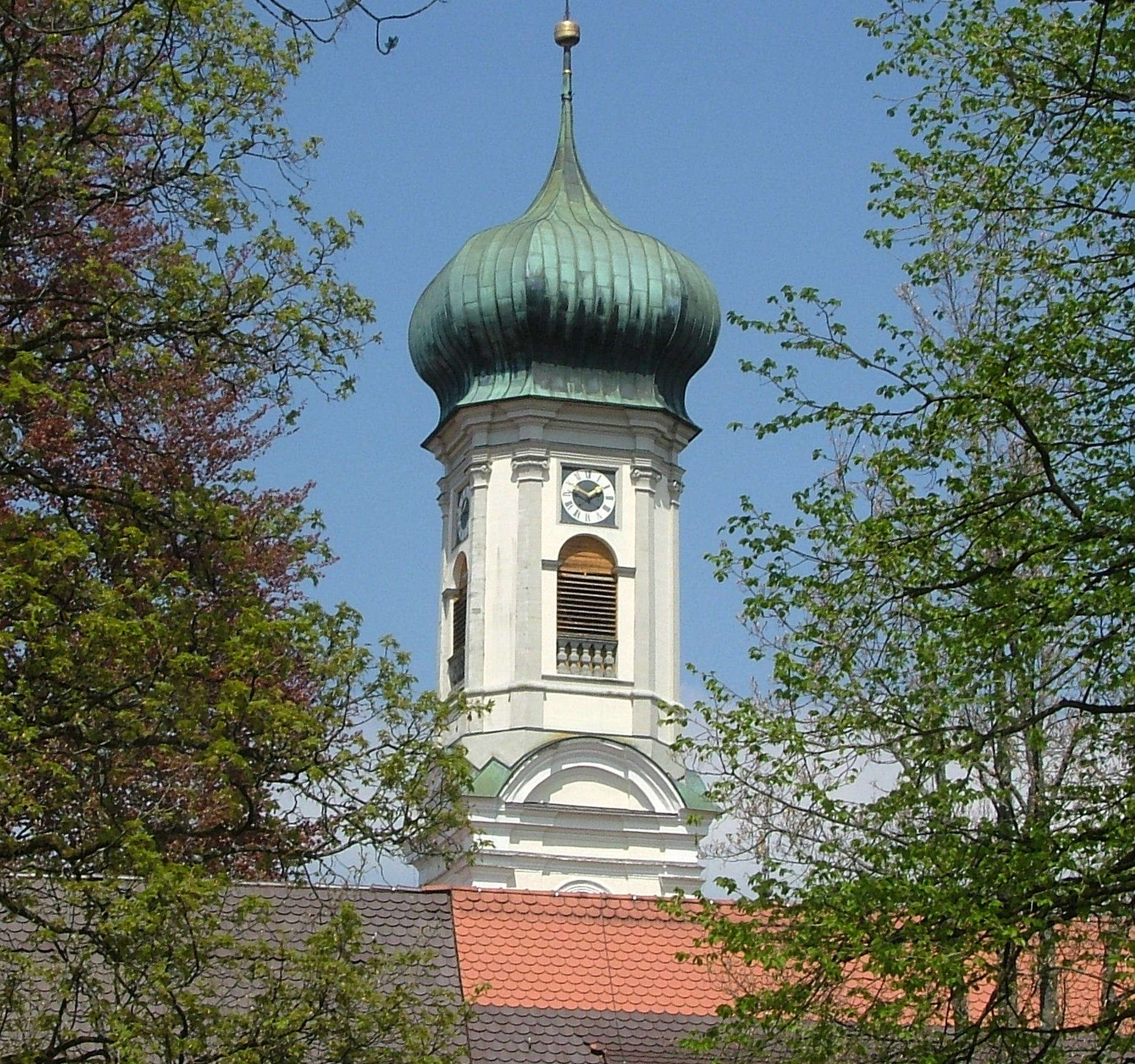
Zwiebelturm von St. Georg und Jakobus
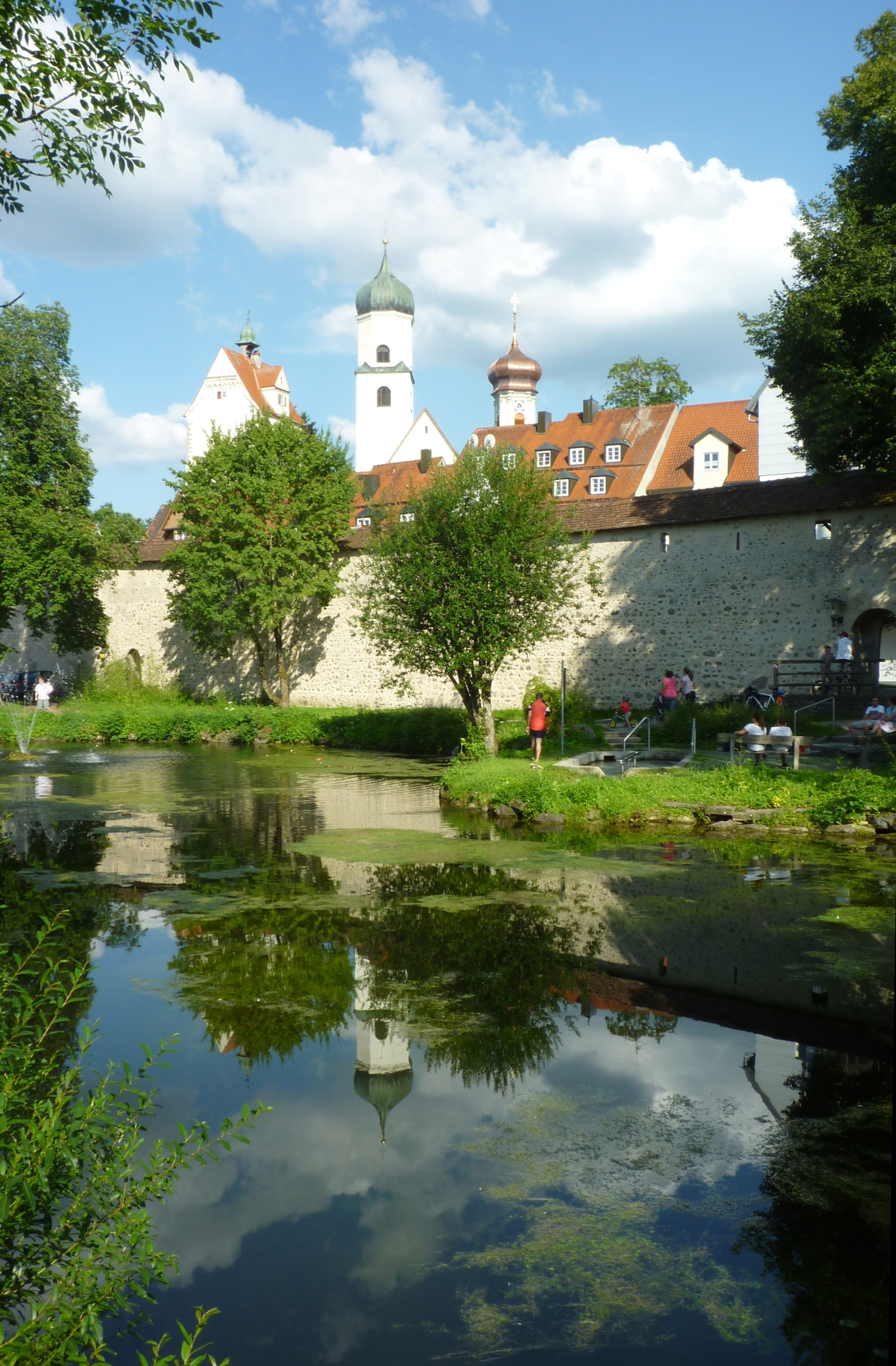
Die Türme in Isny – ganz rechts der von St. Georg und Jakobus

### Inneres

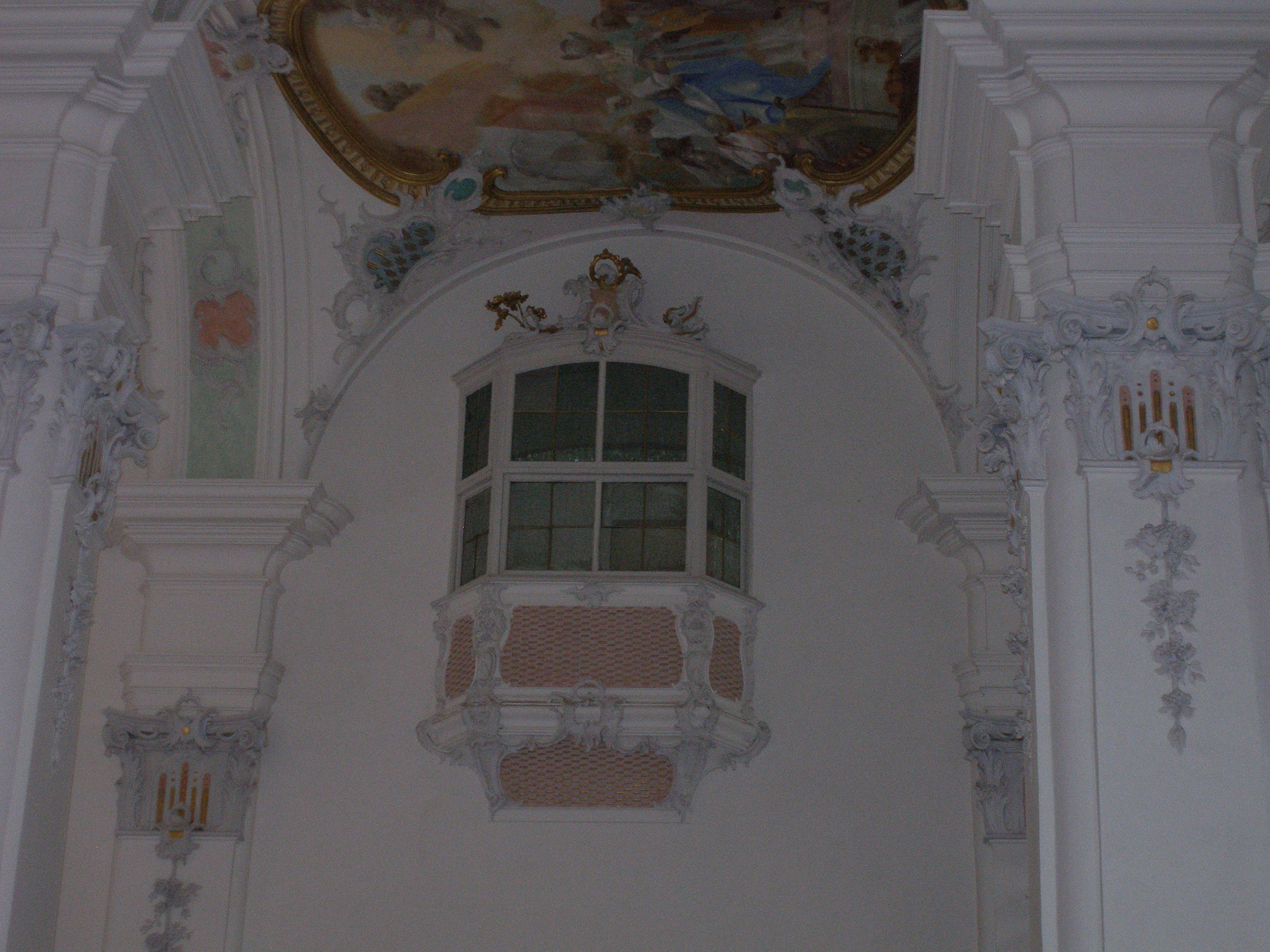
Reich dekorierter Balkon

Das Innere der ehemaligen Klosterkirche überrascht durch die prachtvolle Rokoko-Ausstattung. Sowohl der Stuck wie die Fresken und die sonstige Ausstattung der Kirche sind von hoher Qualität und zeugen von der Leistung der Wessobrunner Schule.
Die Hallenkirche ist durch schmal wirkende Pfeiler gegliedert und reich mit Stuck und Fresken dekoriert. Auffallend sind die Nebenaltäre an den Säulen im vorderen Teil der Hallenkirche, die zusammen mit den schräg gestellten großen Nebenaltären die Illusion eines Chores entstehen lassen. Noch dazu gibt es Chorschranken zum etwas erhöhten Hallenende und eine Empore, die die östlichen Hallenecken so kaschiert, dass der Kolonnaden-Hochaltar in einem Chorhalbrund zu stehen scheint.

### Stuck und Fresken
Die vier großen Freskenbilder nehmen jeweils zwei Joche des Mittelteils der Hallenkirche ein, so konnte die Darstellung größer werden und damit deutlicher beim Betrachter ankommen.

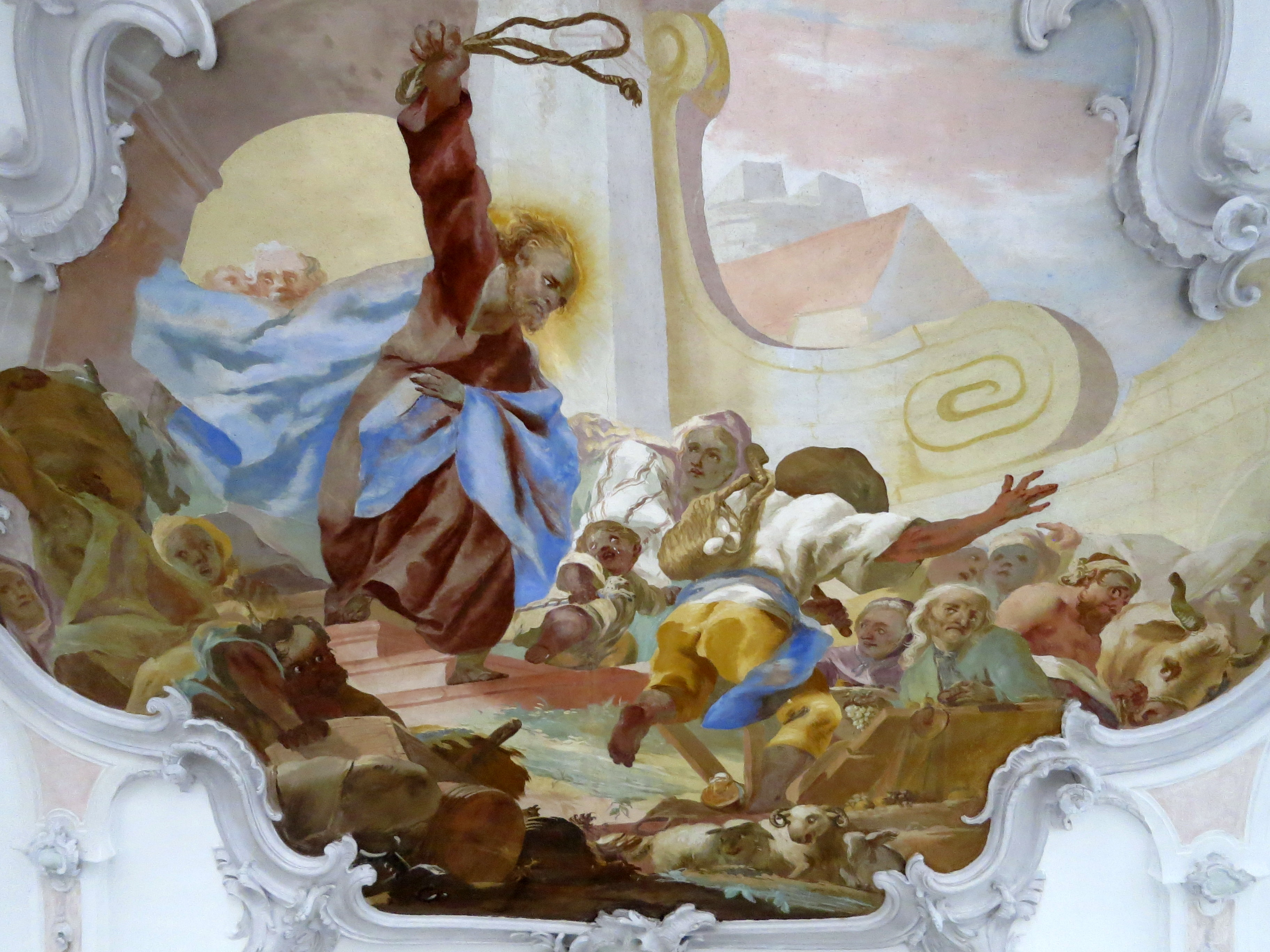
Fresko unter der Orgelempore: Vertreibung der Händler – Mahnung an die Eintretenden
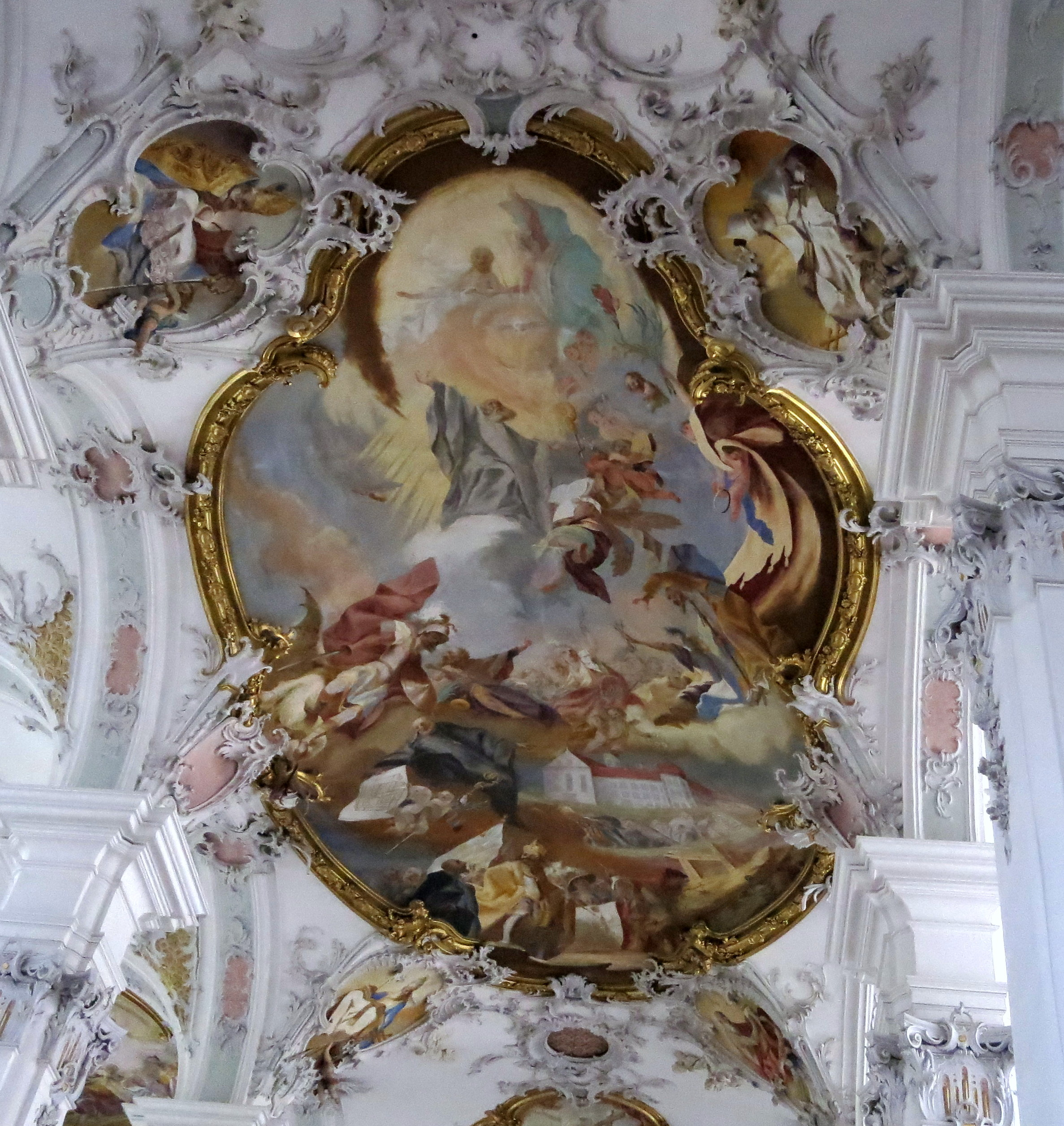
Mittelfresko, Neubau und Errettung der Abtei
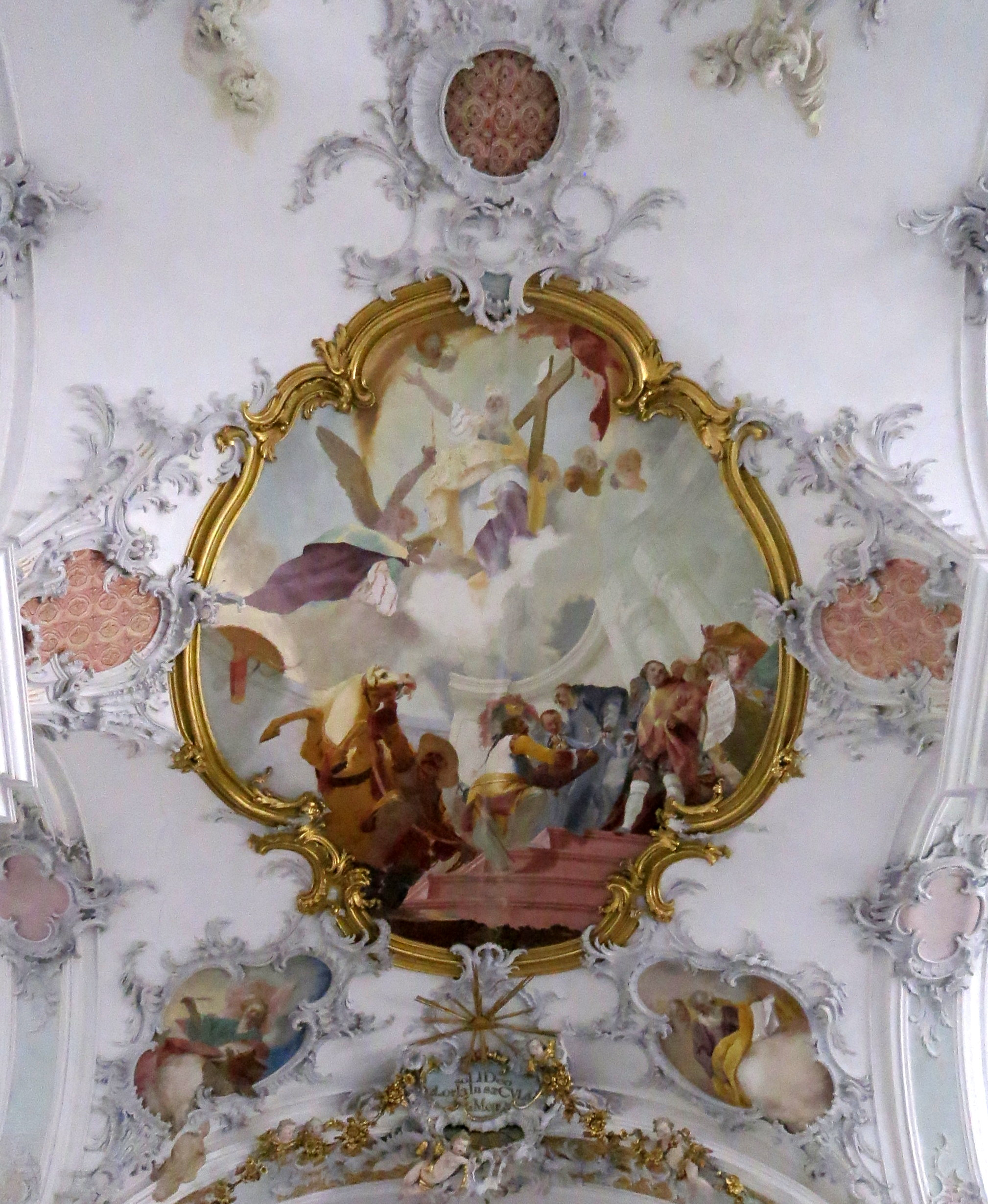
Chorbogenfresko, Übergabe des Kreuzespartikels
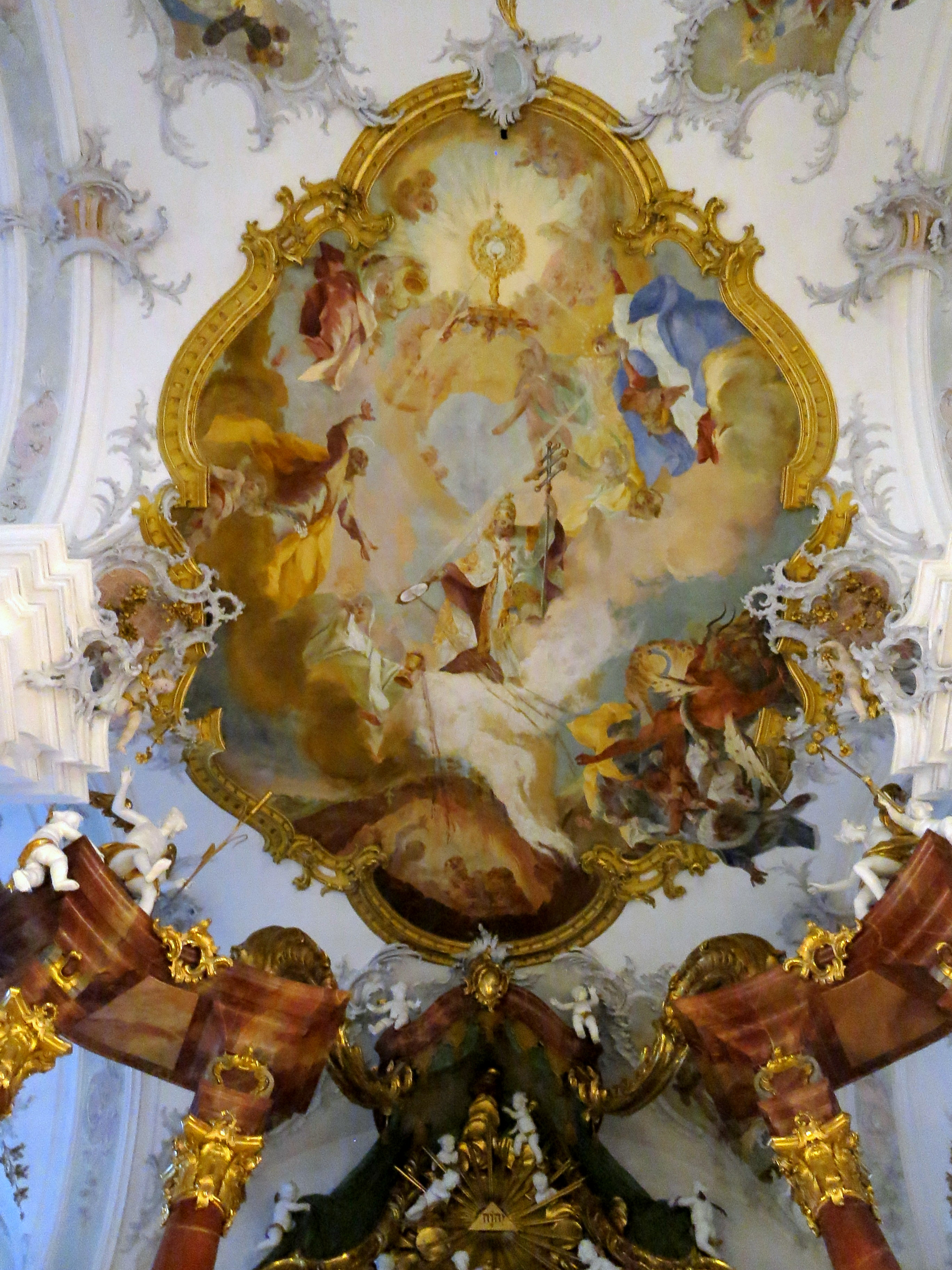
Hochaltarfresko, Darstellung der Eucharistie

- Mittelfresko: Dieses Fresko stellt einen über dem irdischen Bereich schwebenden Abt mit Klosterplan dar, der auf den Neubau von 1666 zeigt. Der Abt trägt die Gesichtszüge von Wolfgang Schmid, der die Abtei als Administrator und Abt am Beginn des 17. Jahrhunderts vor dem Erlöschen rettete. Unter ihm befinden sich die Klosterstifter, über ihm die Kirchenpatrone mit weiteren Heiligen, darüber der zur Heiligen Dreifaltigkeit auffahrende heilige Benedikt.
- Fresko vor dem Chorbogen: Rund herum fallen die meisterhaften Stuckaturen von Holzhey auf. Das Bild selbst stellt die Übergabe der Kreuzpartikel an den Abt von Isny dar, der den Boten des Papstes auf Stufen empfängt. Im Himmel schwebt die heilige Helena mit dem von ihr aufgefundenen „Wahren Kreuz“. Im Kavalier rechts vom Abt scheint sich Holzhey selbst verewigt zu haben.
- Chorbereich: Dieser Bereich ist ein festlich-frohes Rokoko-Ensemble mit dem Kolonnadenaltar des Bildhauers Ruez, den Stuckaturen von Johann Georg Gigl und den Fresken von Johann Michael Holzhey. Das Altarblatt von 1690 ist übernommen worden, ein Werk des Augsburger Malers Johann Heiss.[2]

## Ausstattung

### Altäre

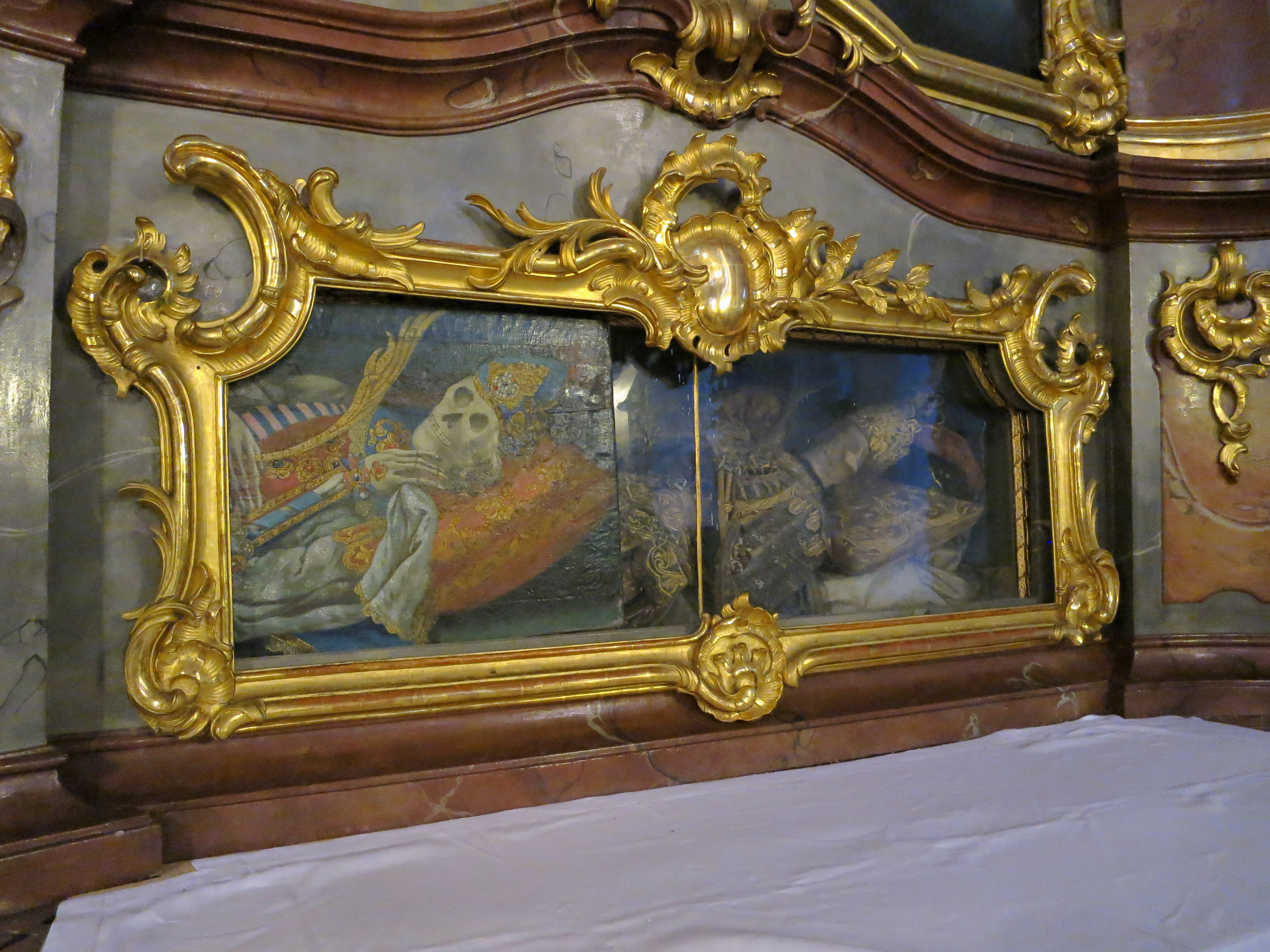
Reliquienschrein eines Nebenaltars

Der Hochaltar als vorgesetzter Kolonnadenaltar bildet zusammen mit den großen schräg gestellten Seitenaltären einen Chorbereich, der die Illusion eines Halbrunds aufkommen lässt, obwohl der Kirchenraum ein Rechteck bildet. Die kleineren Nebenaltäre an den Pfeilern und die Chorempore helfen bei dieser Vorspiegelung mit. Dieser Bereich ist wohl ein Höhepunkt des oberschwäbischen Rokoko.

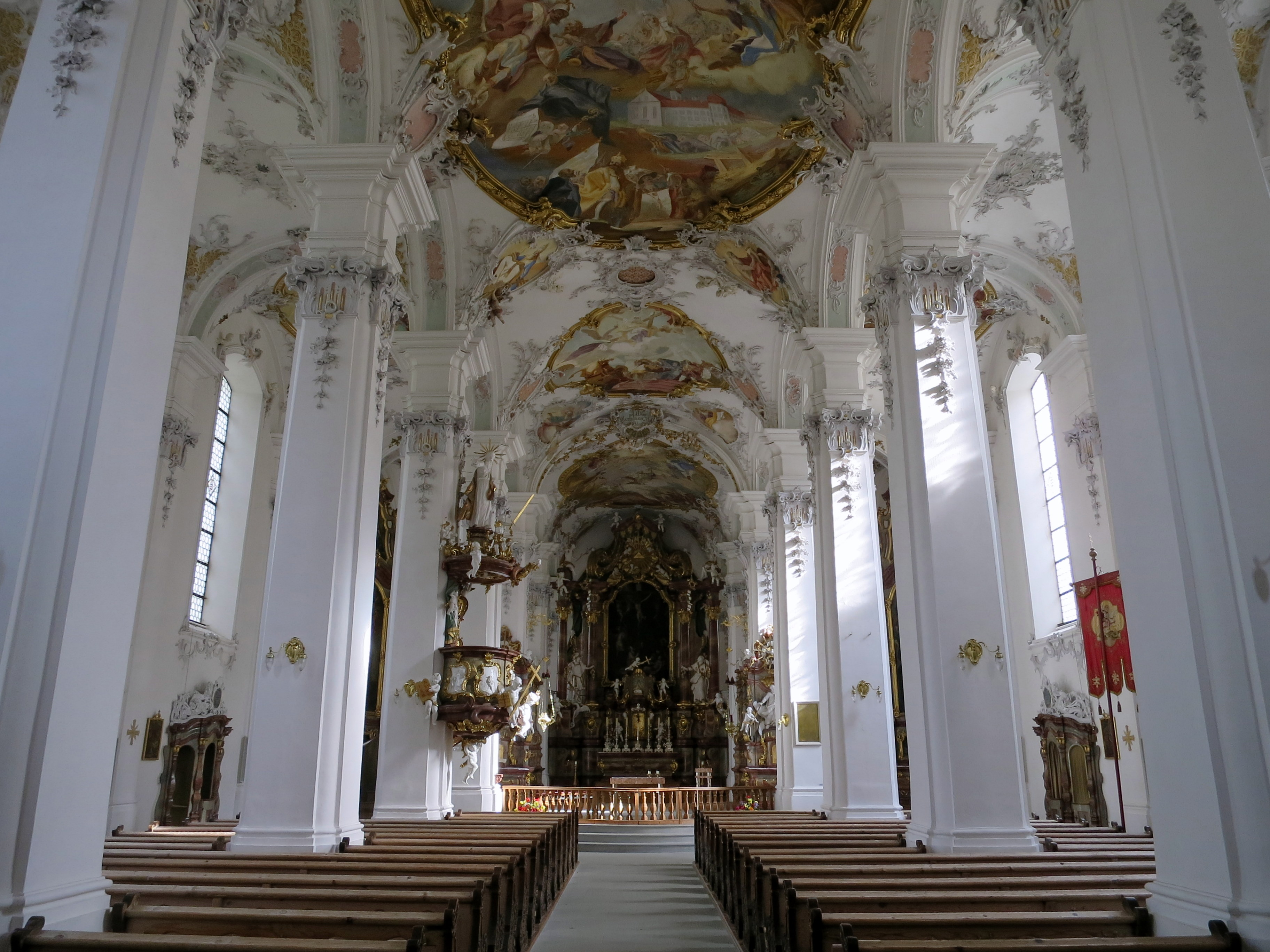
Blick durch das Mittelschiff zum Hochaltar
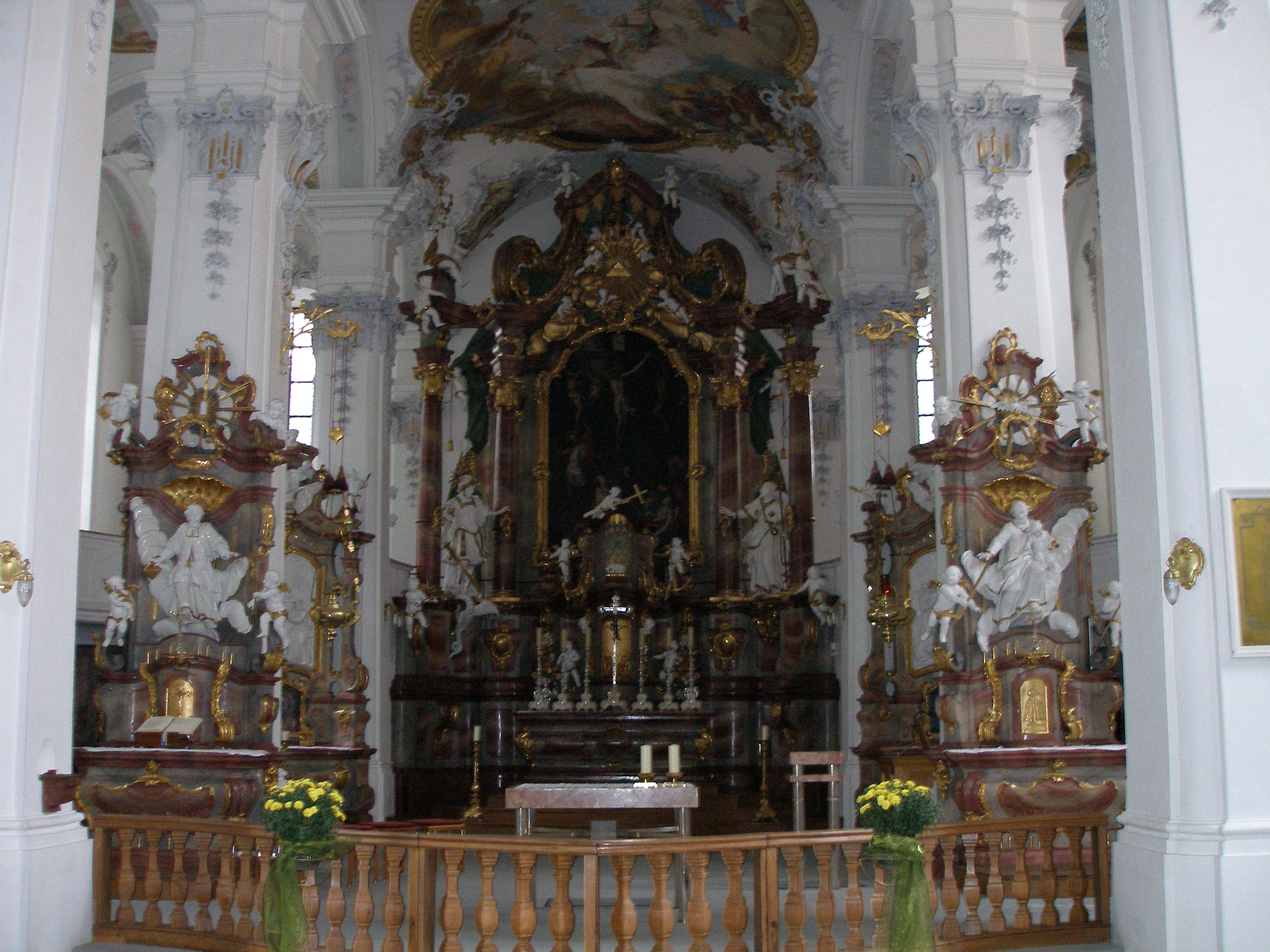
Blick zum Hauptaltar
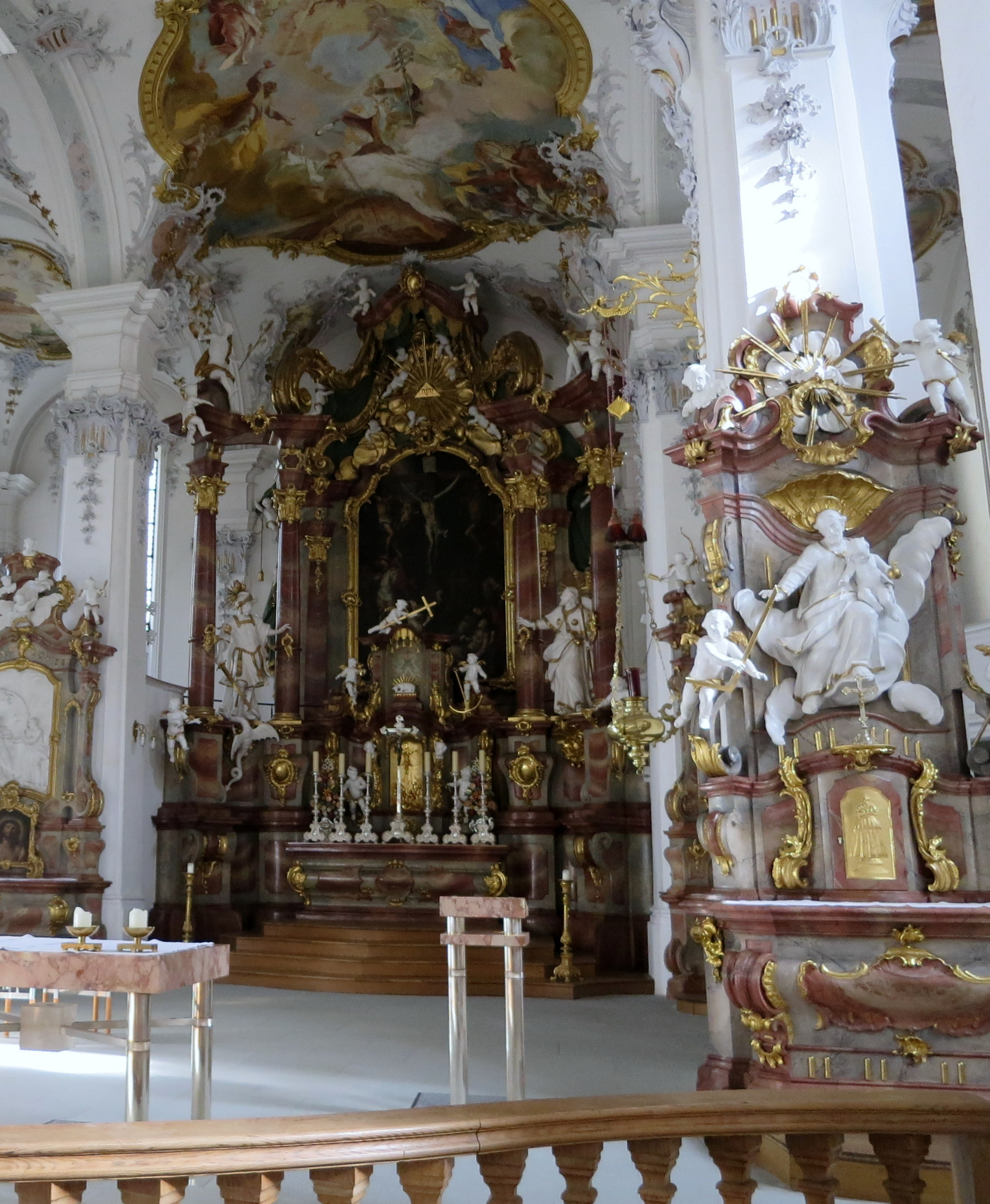
Schräge Sicht auf Hochaltar
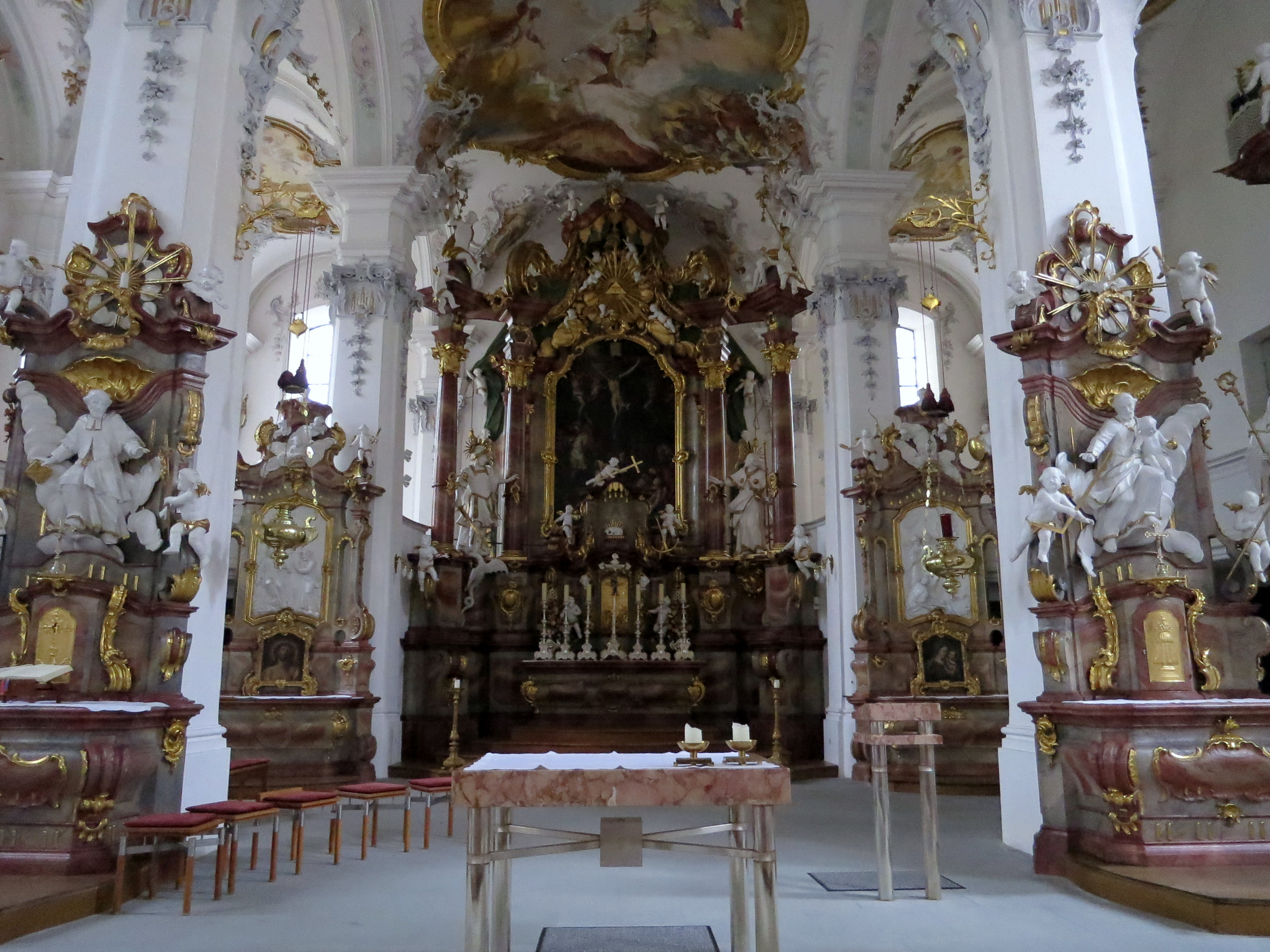
Vortäuschung eines halbrunden Chors
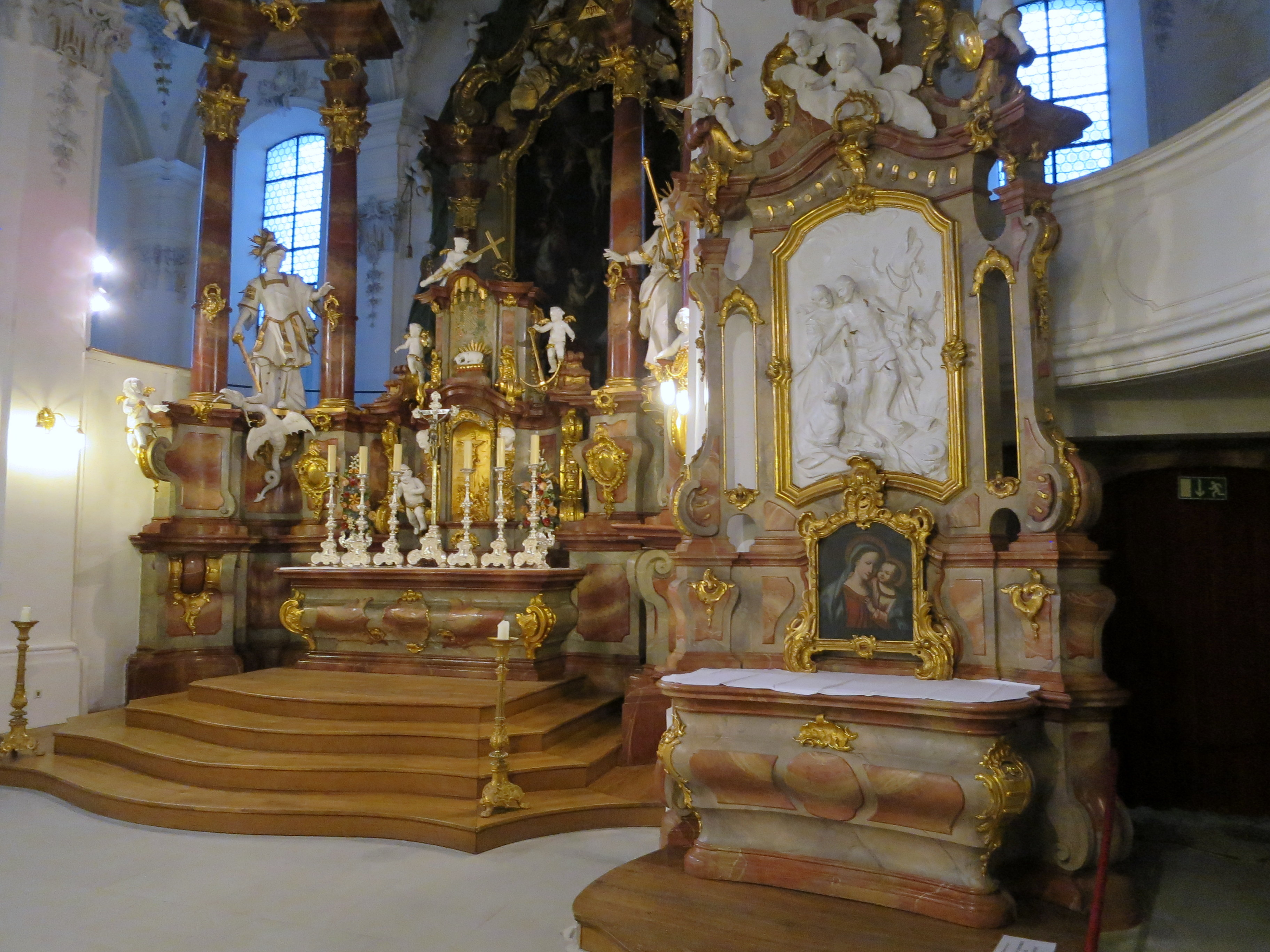
Schräger Blick auf den Hochaltar

### Kanzel
Die Kanzel ist eine besonders schön gestaltete Bildhauerarbeit des Rokoko. Sie stammt von Johann Jakob Willibald Ruez. Auffällig sind die Putten, sie scheinen aus Marmor zu sein; aber alles, was wie feinster Marmor aussieht, ist aus Holz.

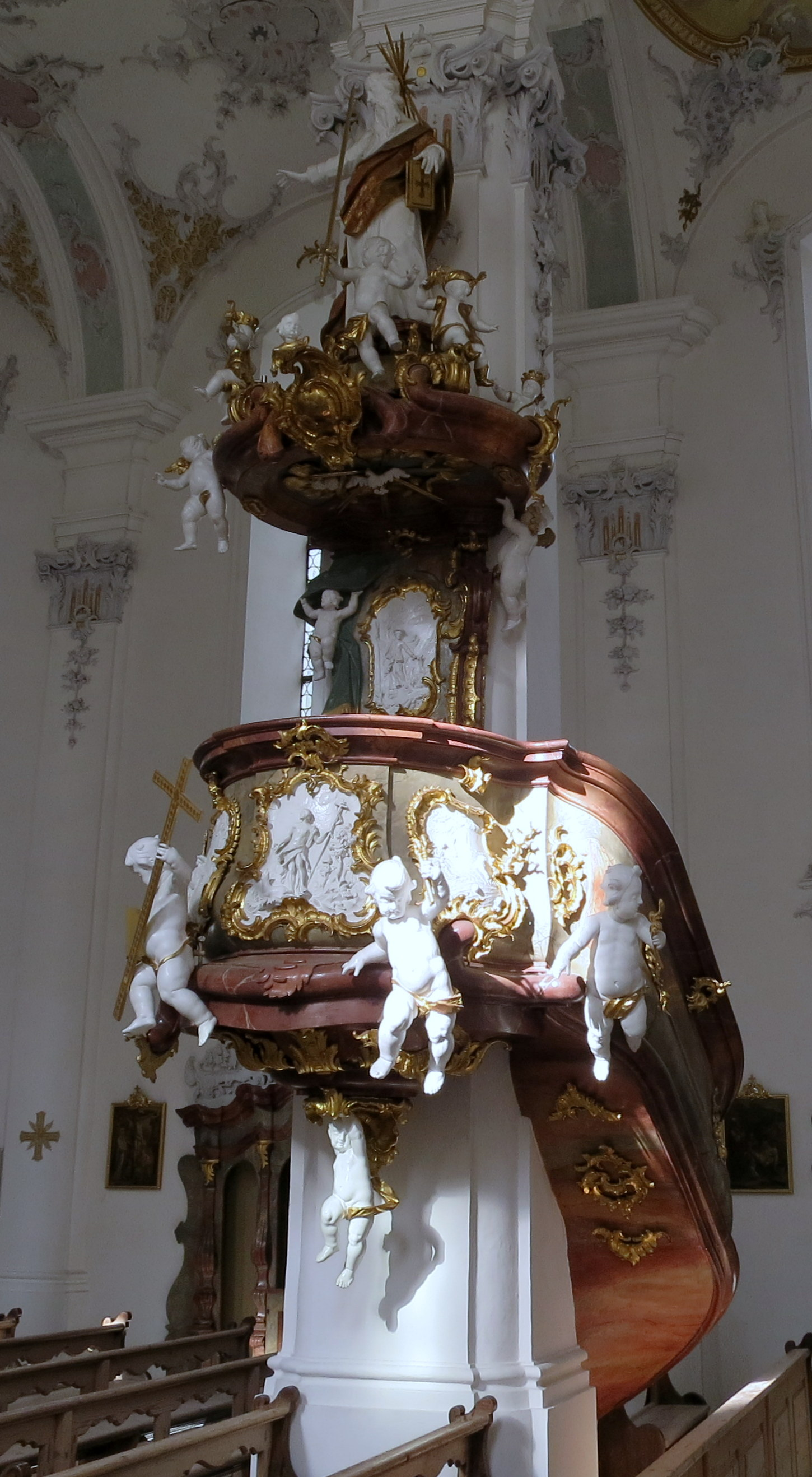
Rokokokanzel
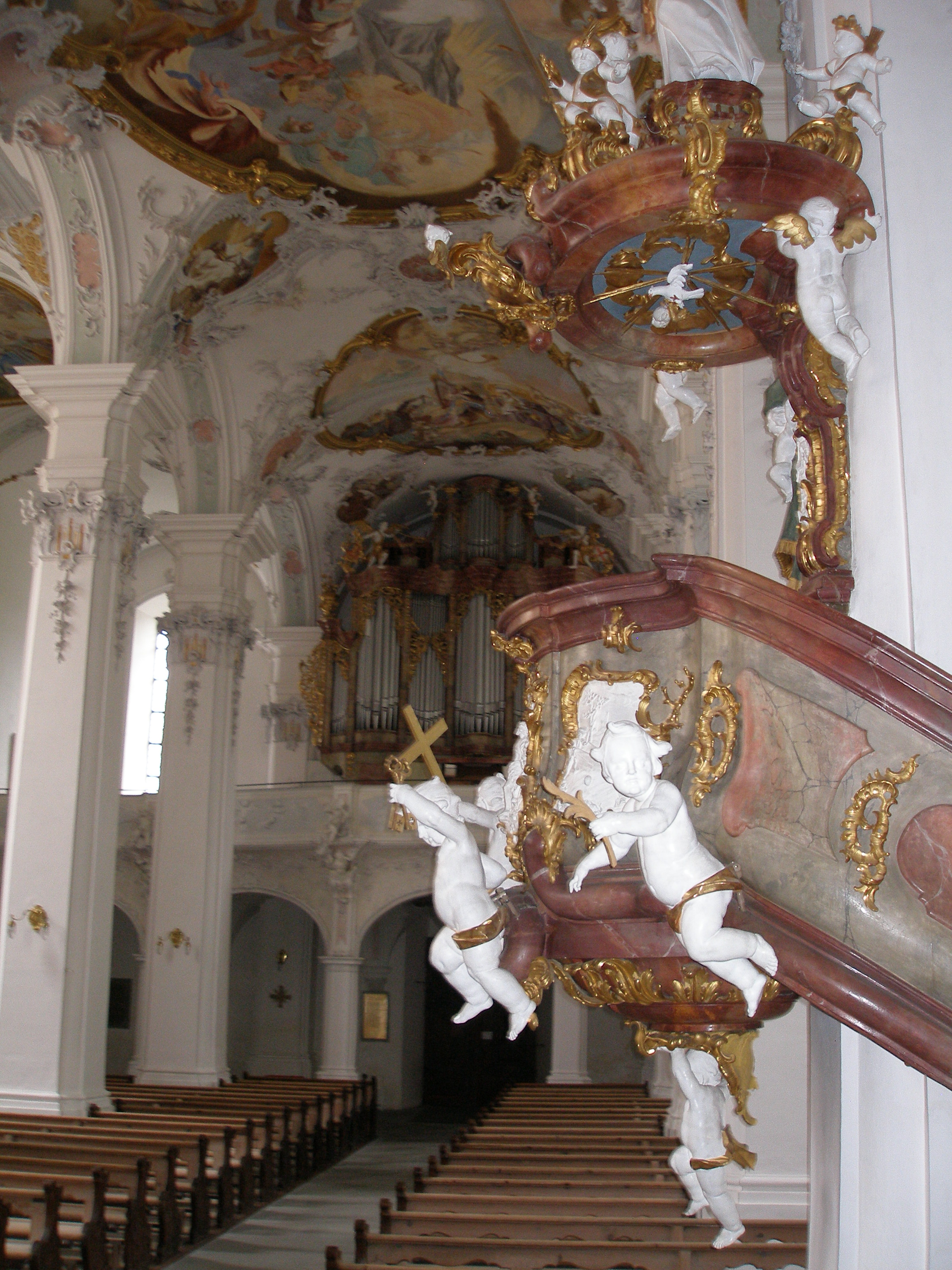
Blick über die Kanzel zur Orgel
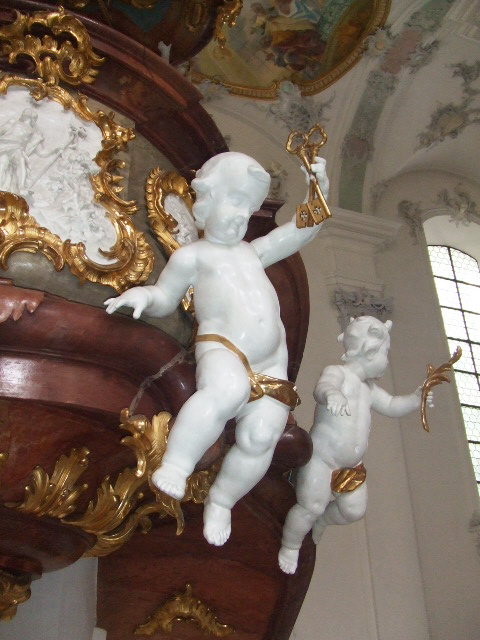
Putten an der Kanzel

### Gedenktafeln
An einer Säule befindet sich eine Gedenktafel, die man nur schwer lesen kann. An der Chorwand sind alte Wappentafeln angebracht.

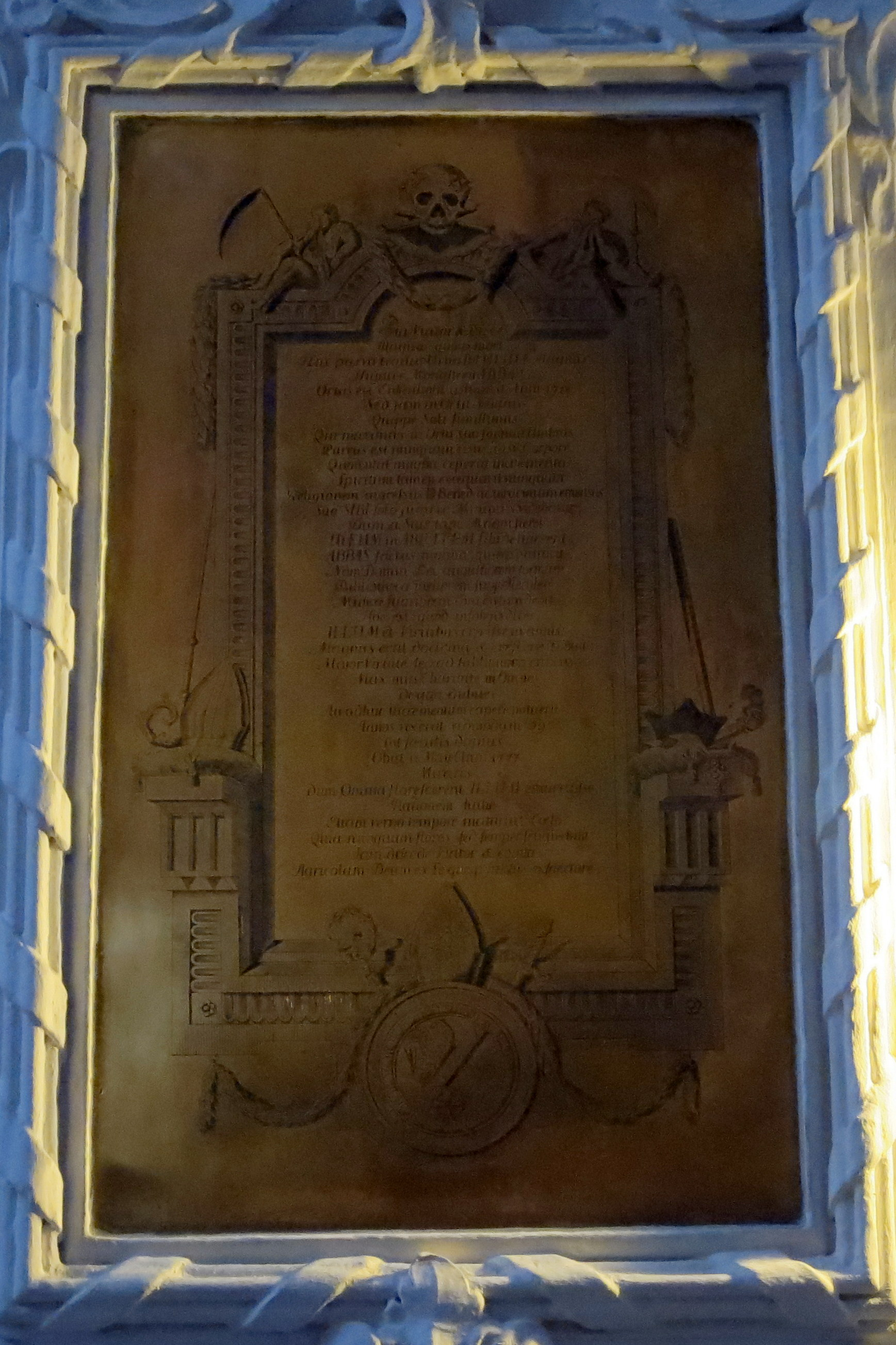
Gedenktafel an einer Säule
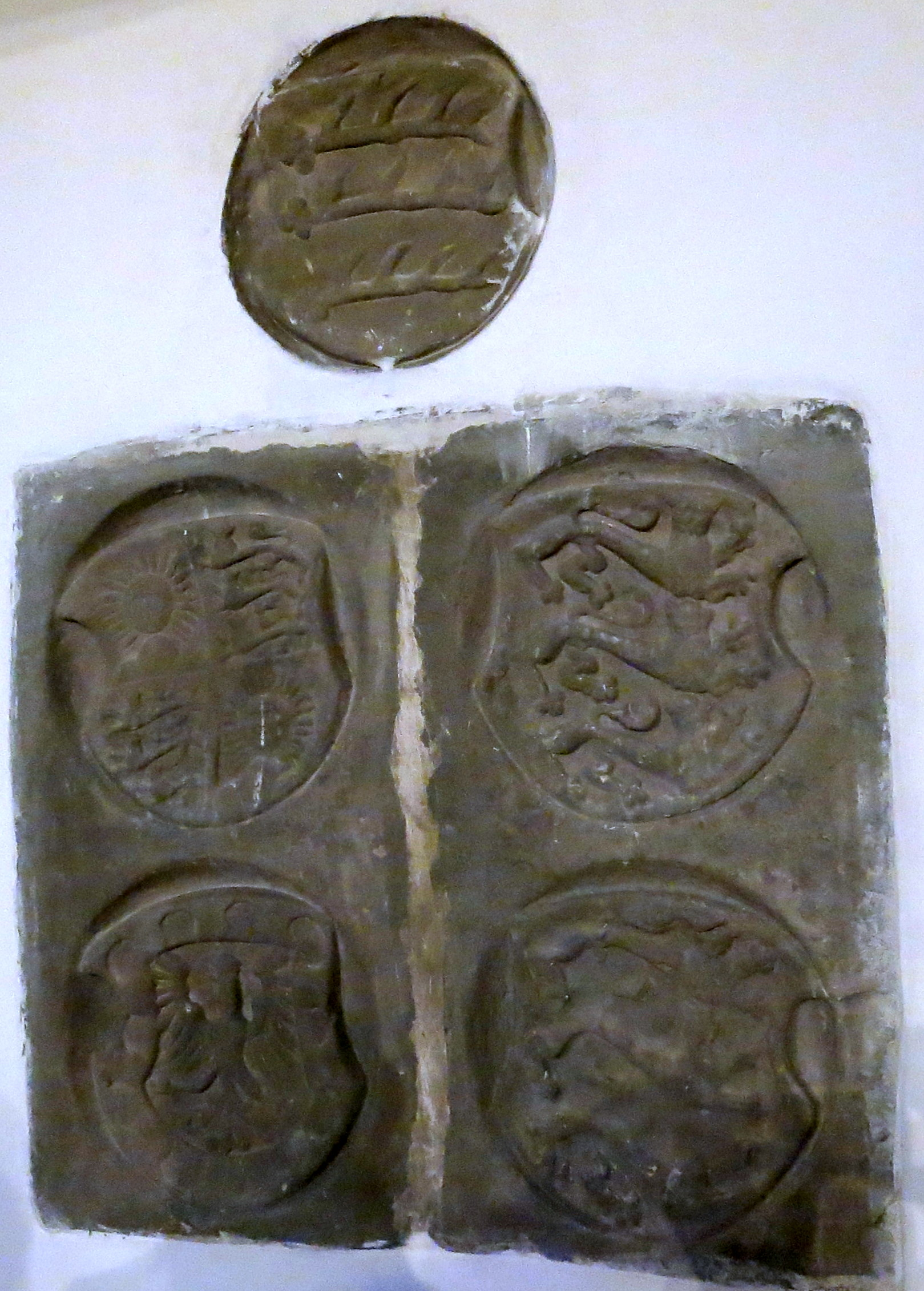
Wappentafeln aus der alten Kirche

## Orgel

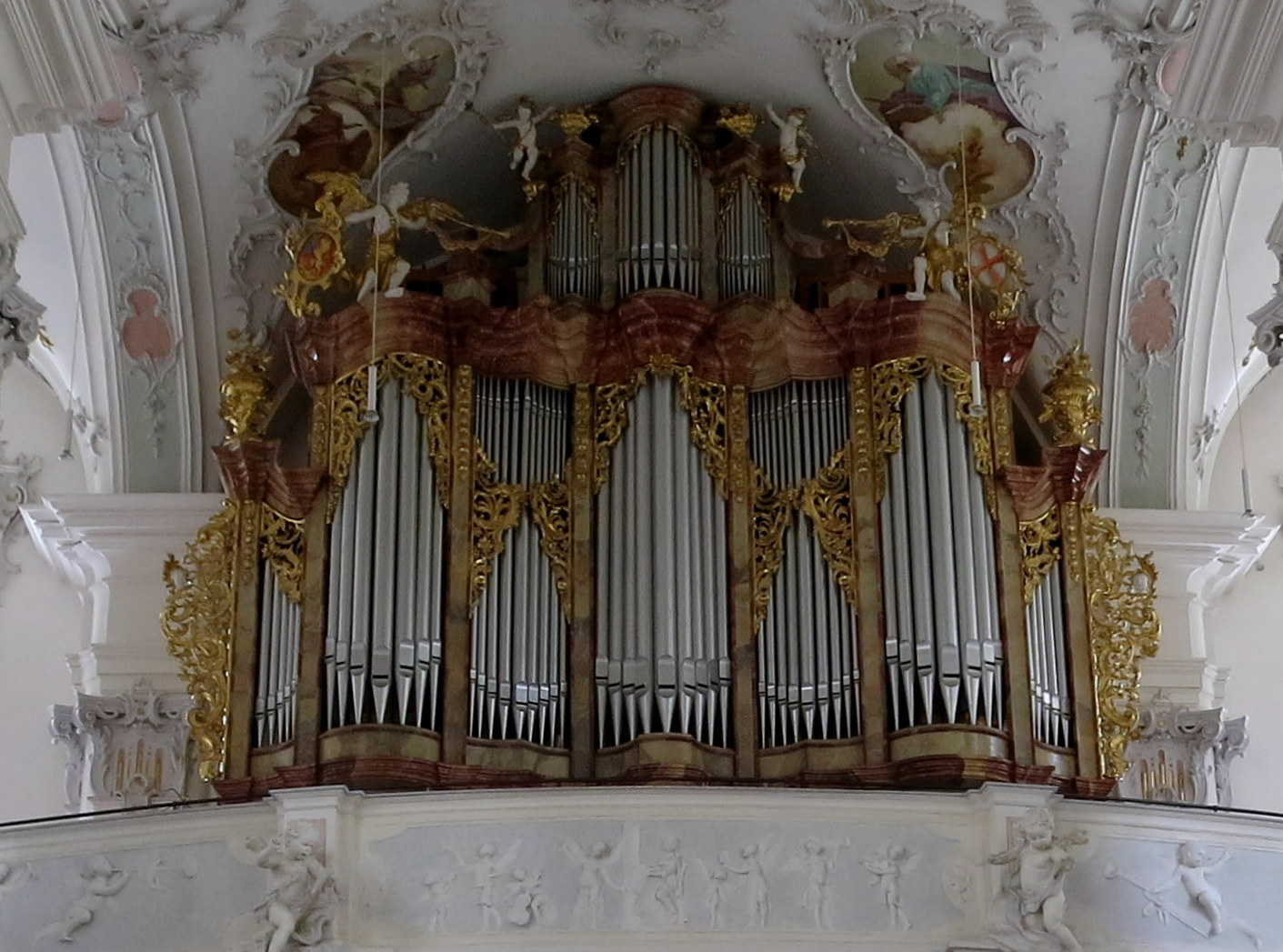
Der Bihler-Orgelprospekt von 1745 mit modernem Orgelwerk

Im Jahr 1714 erstellte der Orgelbauer Sebastian Ochsenreuther aus Weiler für die Kirche des damaligen Benediktinerklosters zum Preis von 454 Gulden eine Orgel mit 12 Registern.
Dieses Instrument wurde bereits 1745 durch ein Instrument mit 24 Registern aus der Werkstatt des Konstanzer Orgelbauers Johann Michael Bihler ersetzt, das 1300 Gulden kostete. Von dieser Orgel ist heute nur noch der siebenteilige Prospekt erhalten.
In das alte Gehäuse wurde im Jahr 1903 eine neue pneumatische Orgel der Firma Gebr. Späth Orgelbau mit 24 Registern eingebaut. Das Instrument, das auf Taschenladen stand, wurde 1947 durch die Erbauerfirma repariert und mit einigen neuen Registern versehen.
Im Jahr 1976 wurde die Späth-Orgel durch ein Werk der Orgelbaufirma Johannes Karl aus Aichstetten ersetzt. Das neue Orgelwerk mit 32 Registern, die auf drei Manuale und Pedal verteilt sind, wurde wiederum in das erhaltene Bihler-Gehäuse eingebaut. Das Instrument verfügt über eine mechanische Spiel- und eine elektrische Registertraktur. Es hat heute folgende Disposition:
| I Hauptwerk C–g3 |                |       |
| 1.               | Bourdon        | 16′   |
| 2.               | Prinzipal      | 8′    |
| 3.               | Rohrflöte      | 8′    |
| 4.               | Oktav          | 4′    |
| 5.               | Kleingedeckt   | 4′    |
| 6.               | Sesquialter II |       |
| 7.               | Waldflöte      | 2′    |
| 8.               | Mixtur V       | 1 ⁄3′ |
| 9.               | Helle Trompete | 8′    |

| II Schwellwerk C–g3 |                |       |
| 10.                 | Koppelflöte    | 8′    |
| 11.                 | Weidenpfeife   | 8′    |
| 12.                 | Prinzipal      | 4′    |
| 13.                 | Blockflöte     | 4′    |
| 14.                 | Oktav          | 2′    |
| 15.                 | Gemsquinte     | 1 ⁄3′ |
| 16.                 | Scharff III-IV | 1′    |
| 17.                 | Schalmeyoboe   | 8′    |
|                     | Tremulant      |       |

| III Kronpositiv C–g3 |             |        |
| 18.                  | Holzgedeckt | 8′     |
| 19.                  | Quintade    | 8′     |
| 20.                  | Rohrflöte   | 4′     |
| 21.                  | Prinzipal   | 2′     |
| 22.                  | Nasard      | 2 ⁄3′  |
| 23.                  | Terz        | 1 3⁄5′ |
| 24.                  | Septime     | 1 ⁄7′  |
| 25.                  | Cymbel III  | 2⁄3′   |
|                      | Tremulant   |        |

| Pedal C–f1 |                |     |
| 26.        | Prinzipalbass  | 16′ |
| 27.        | Subbass        | 16′ |
| 28.        | Oktavbass      | 8′  |
| 29.        | Gedecktbass    | 8′  |
| 30         | Choralbass     | 4′  |
| 31.        | Rauschpfeife V |     |
| 32.        | Stillposaune   | 16′ |

- Koppeln: II/I, III/I, III/II, I/P, II/P, III/P
- Spielhilfen: zwei freie Kombinationen, Tutti, Zungeneinzelabsteller

## Marienkapelle
Vom Chorraum der ehemaligen Klosterkirche führt ein Seiteneingang rechts in die Marienkapelle. 1645 wurde sie nach dem Brand von 1631 wiederhergestellt, der Chor mit seinem hochgotischen Grundriss verweist auf die Bauzeit um 1390. Die in Rechteckfelder eingeteilte Holzkassettendecke trägt eingelassene Leinwandölgemälde. Das Gnadenbild im Altaraufbau, eine sitzende Madonna mit Kind, entstammt dem frühen 15. Jahrhundert, den Hochaltar selbst vollendete Konrad Hegenauer 1773.
Im Kapellenschiff befindet sich ein Teil des ehemaligen Chorgestühls der Mönche. Über dem Chorgestühl und an der Wand der Empore hängen Bilder der 48 Äbte des Isnyer Klosters. Unter der Kapelle befindet sich die Gruft des Fürstenhauses von Quadt zu Wykradt und Isny.

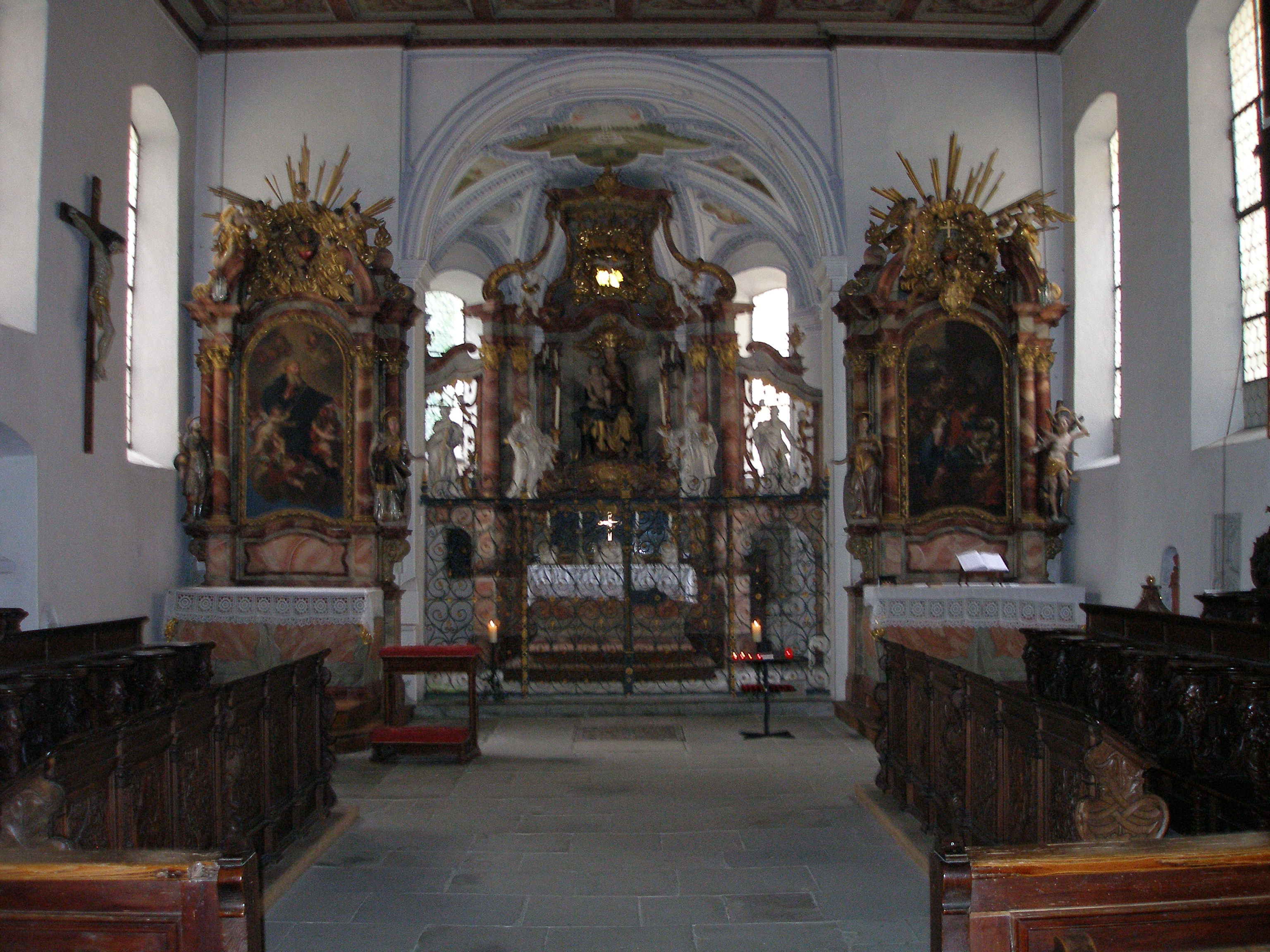
Marienkapelle, Blick zum gotischen Chor
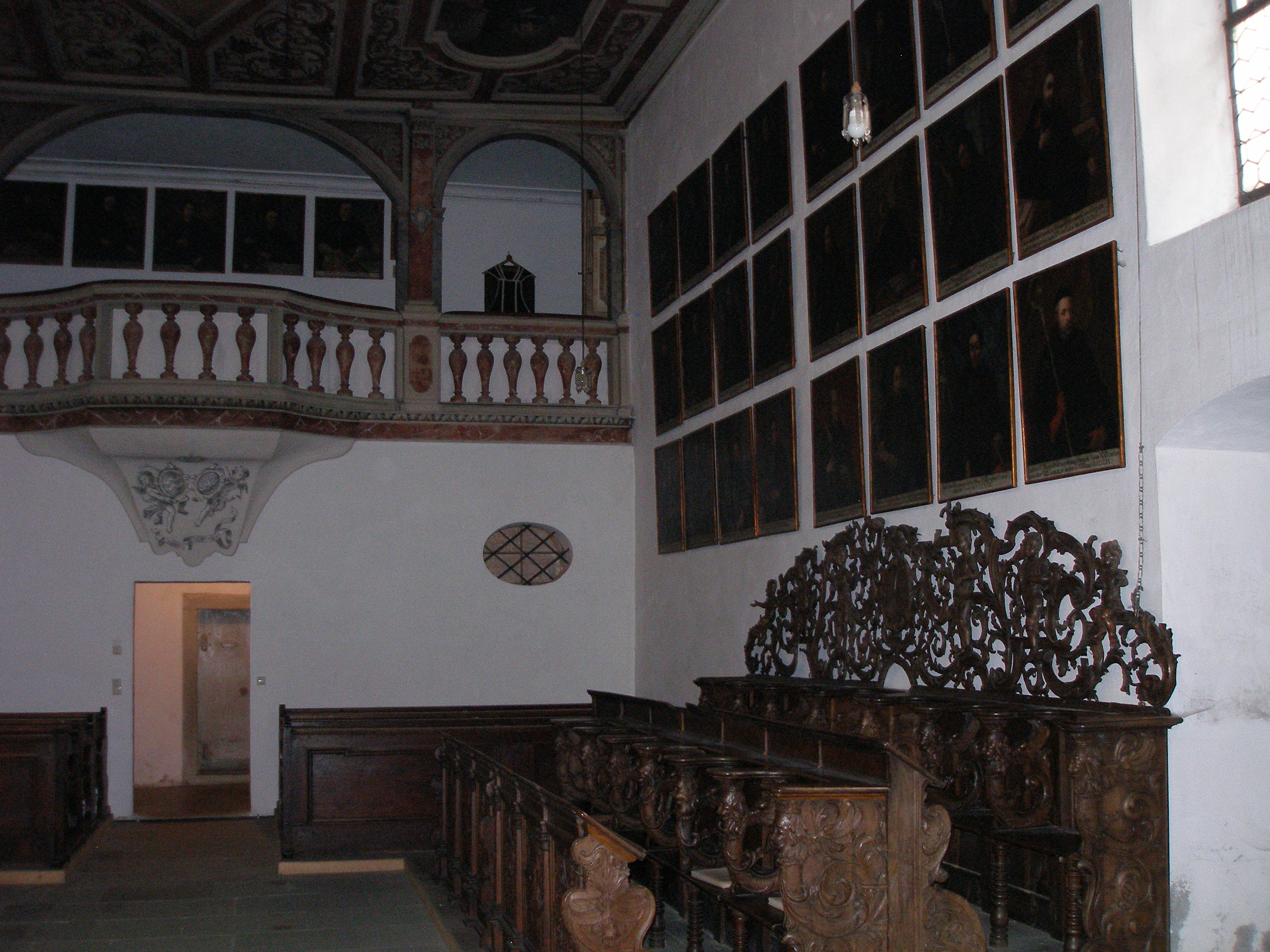
48 Abtgemälde in der Marienkapelle
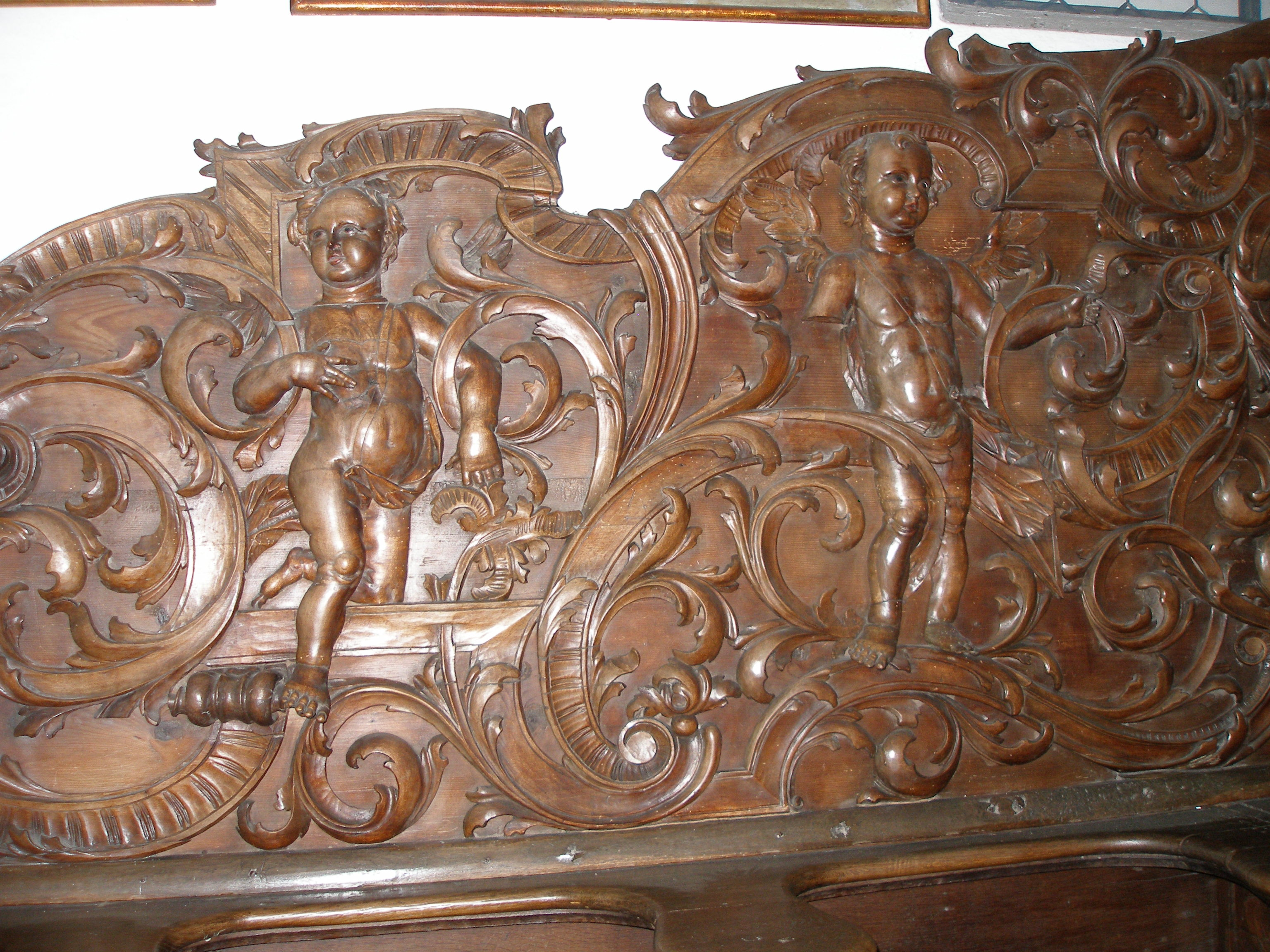
Detail der Rückseite des Gestühls
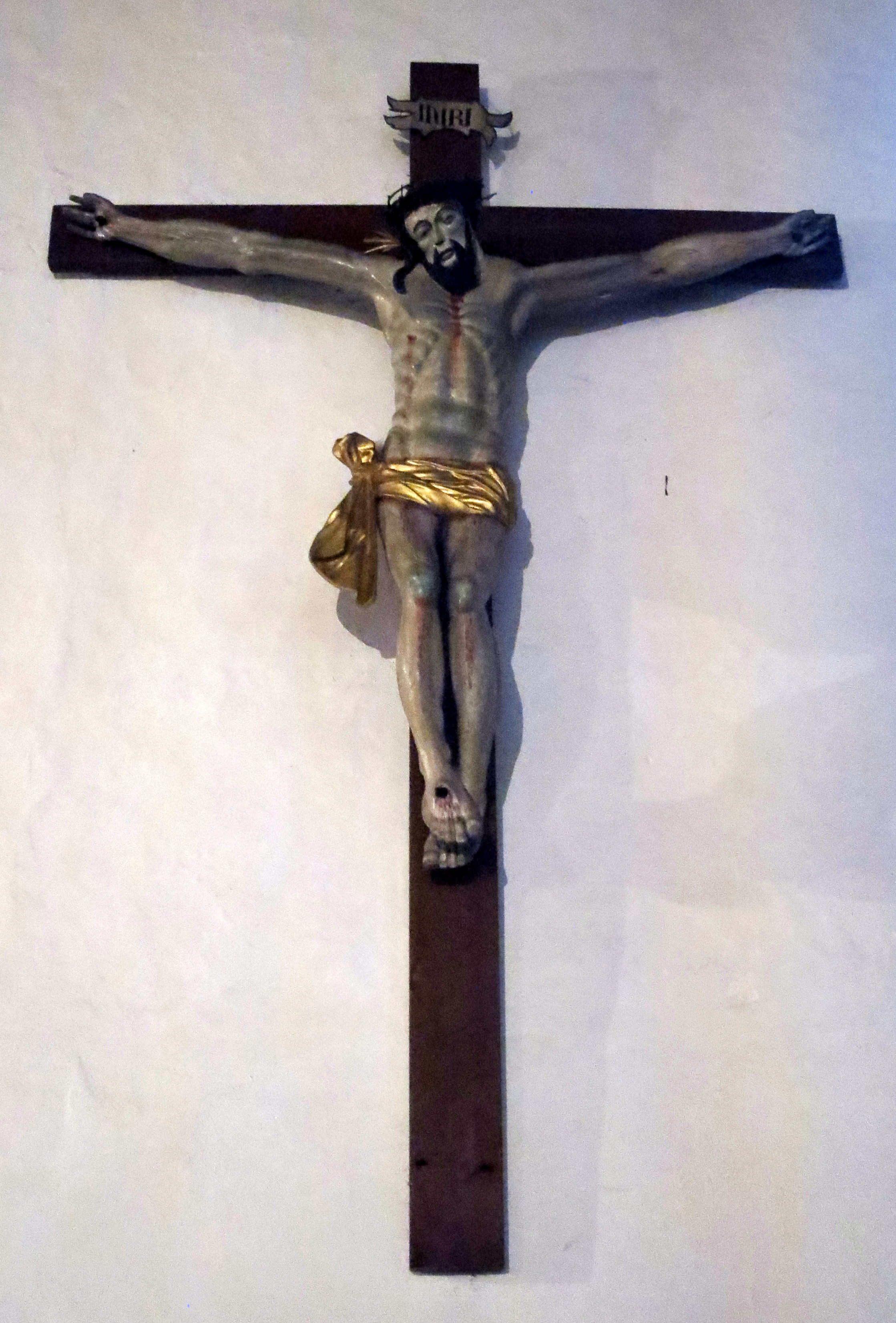
Kreuz an der linken Wand
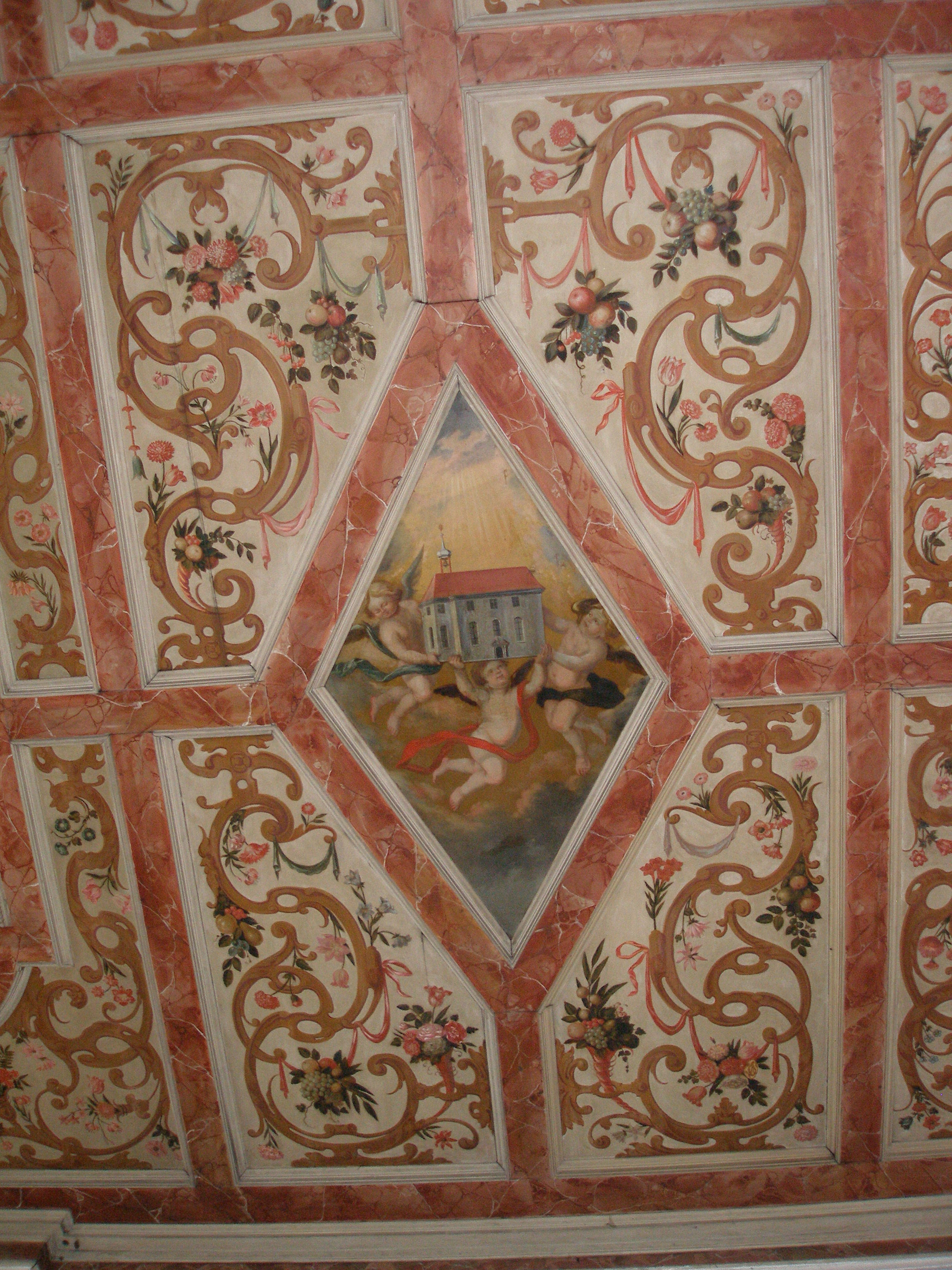
Detail aus der Decke
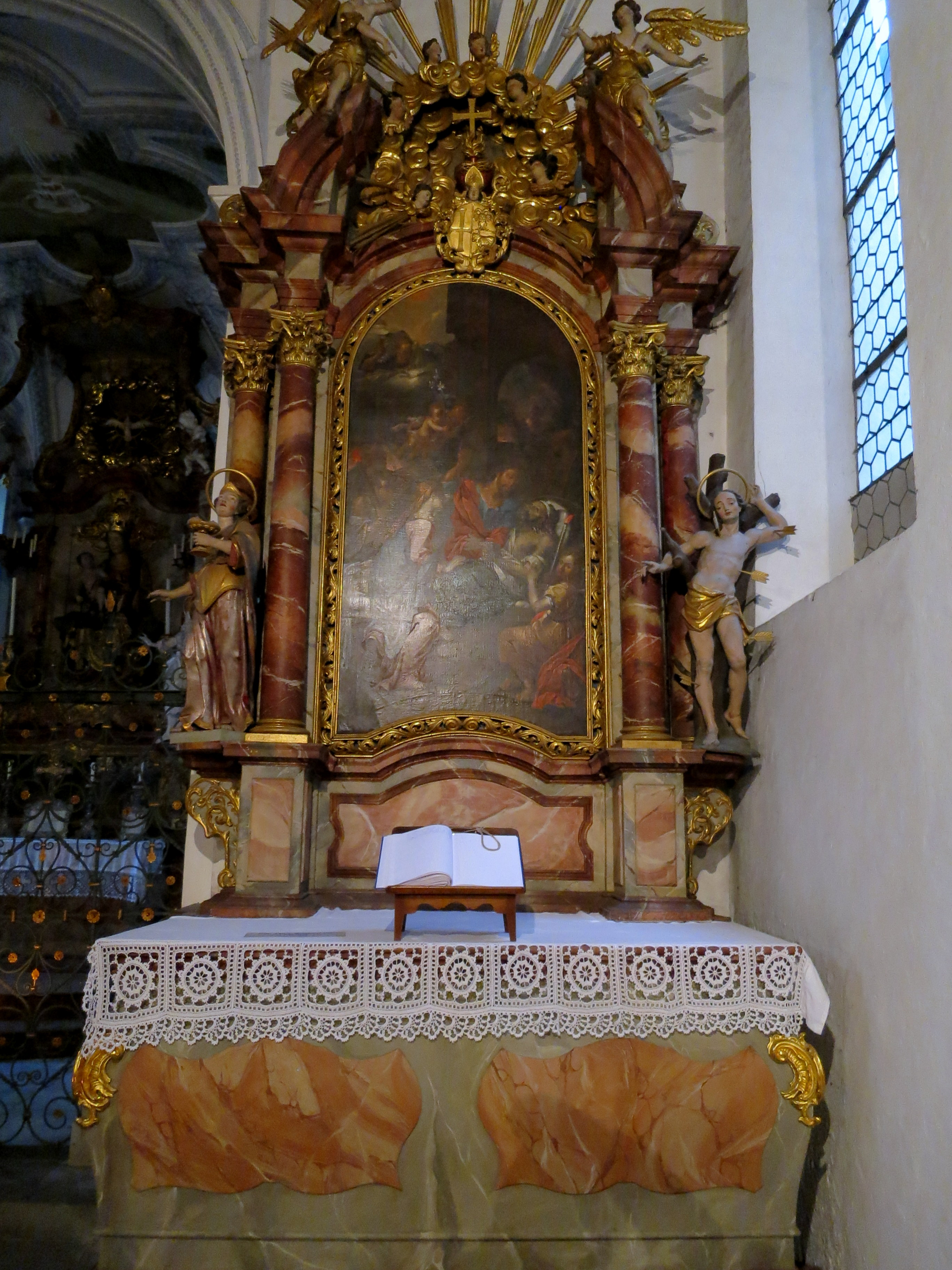
Rechter Seitenaltar
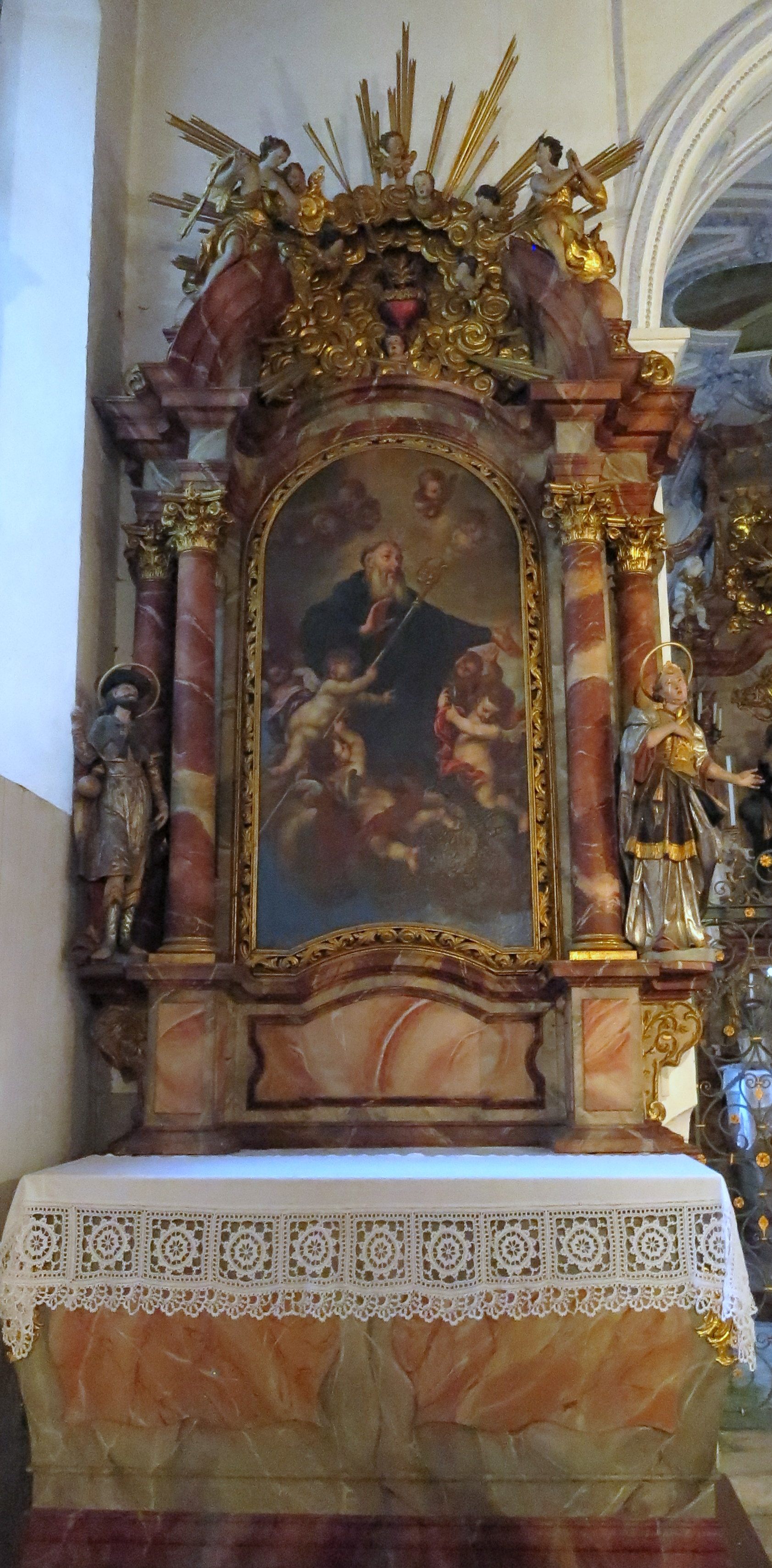
Linker Seitenaltar
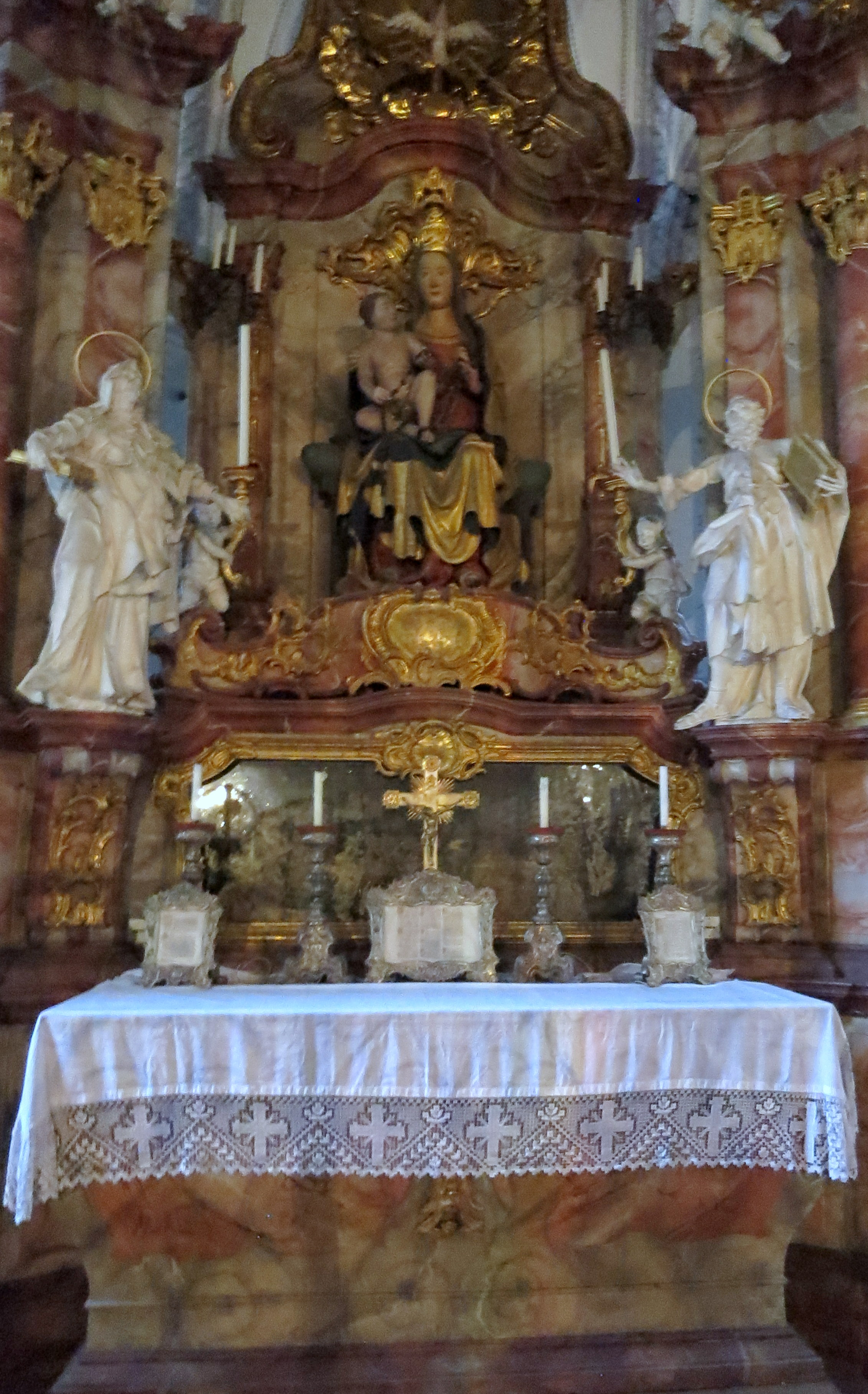
Das wundertätige Marienbild

## Geschütztes Kulturdenkmal
Die Kirche stellt als Barockbau mit ihrer Rokokodekoration und -ausstattung ein eindrucksvolles Zeugnis für die Volksfrömmigkeit und den Gestaltungswillen in der Mitte des 17. Jahrhunderts dar. An ihrer Erhaltung besteht aus wissenschaftlichen und künstlerischen Gründen ein besonderes öffentliches Interesse. Das Kirchengebäude ist deshalb nach § 28 des Denkmalschutzgesetzes von Baden-Württemberg als Kulturdenkmal geschützt.